# Biserica de lemn din Baștea

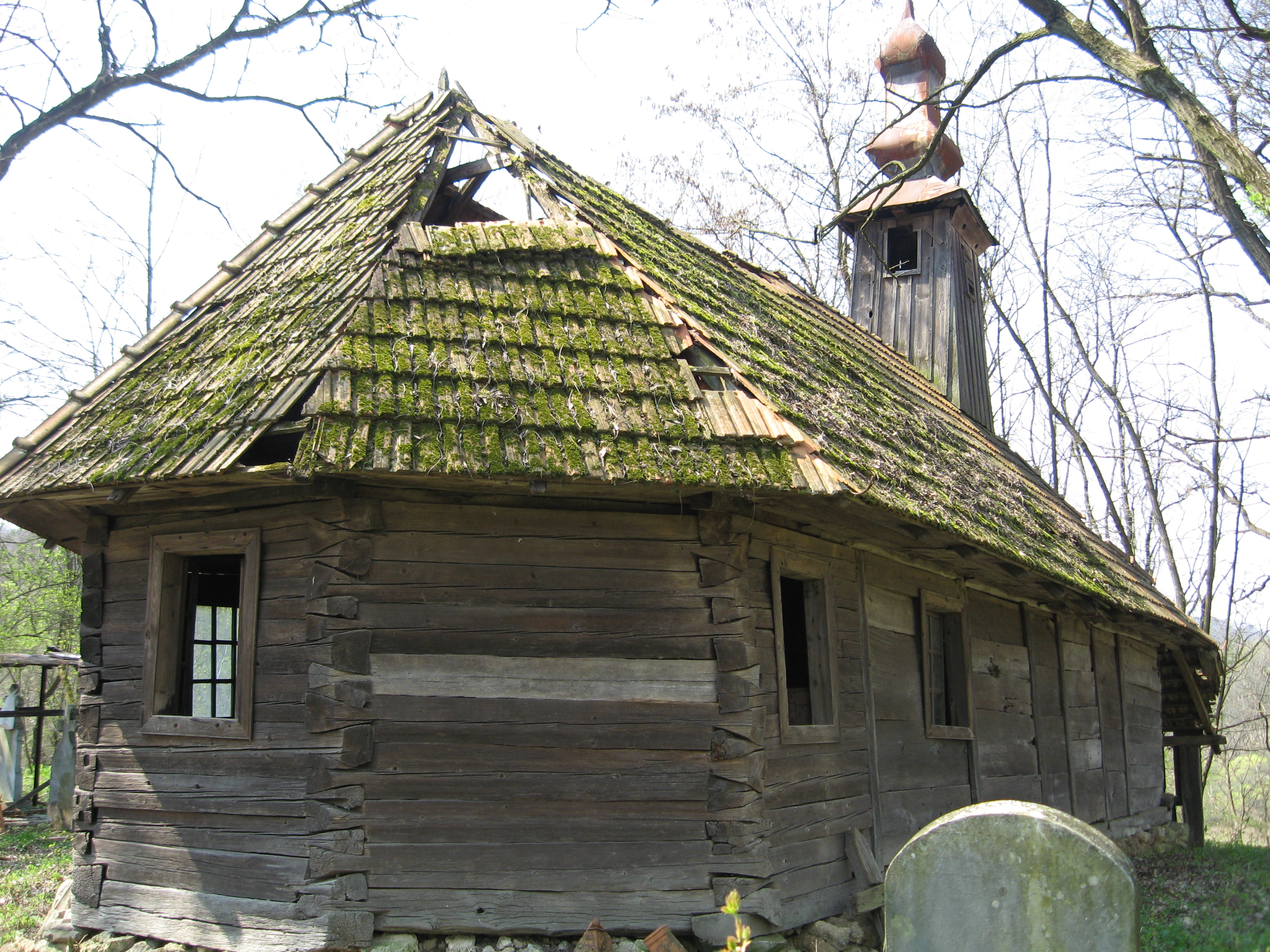
Biserica de lemn „Cuvioasa Paraschiva” din Baștea, județul Hunedoara, foto: aprilie 2010.

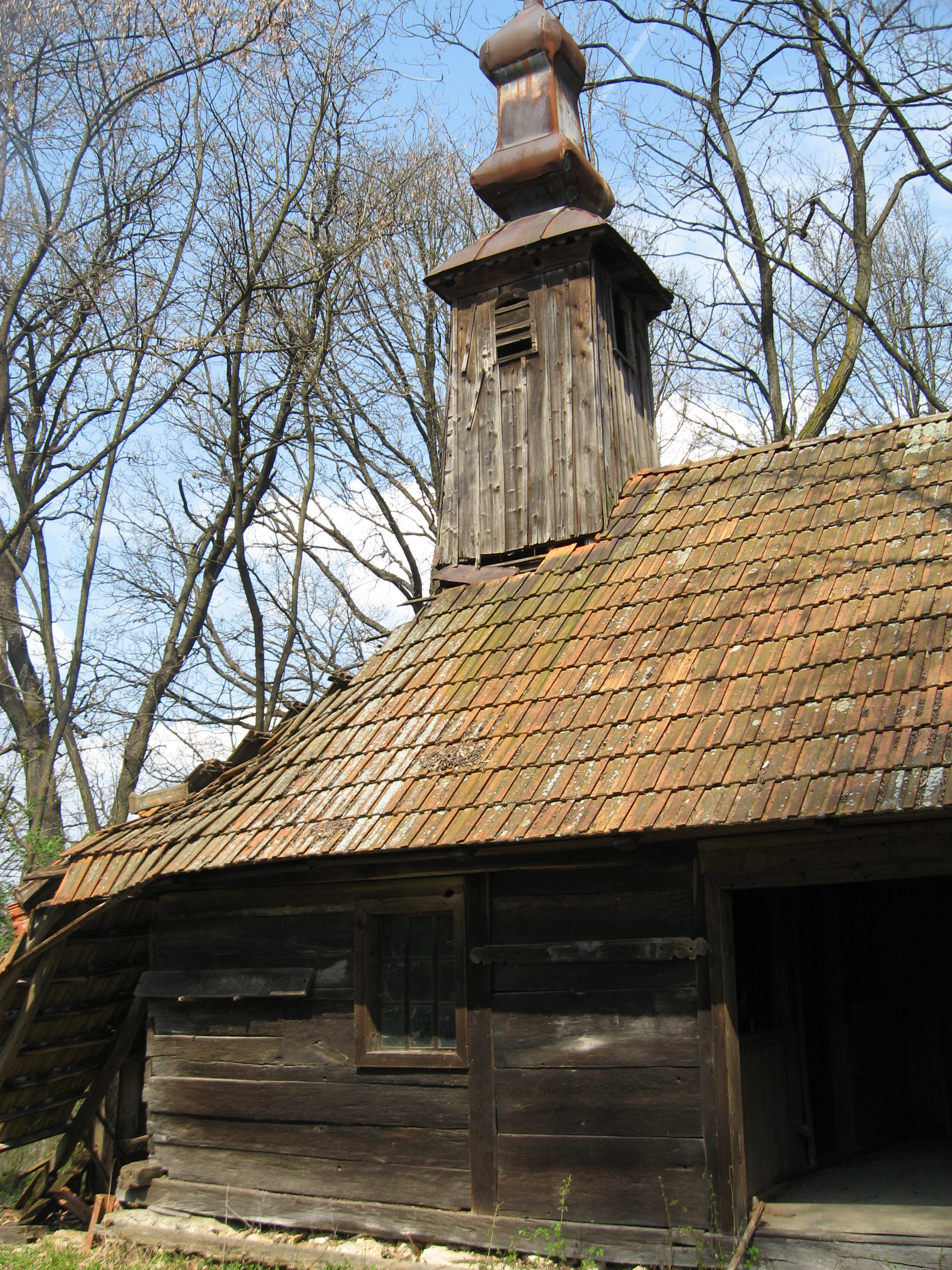
Turnul clopotniță deasupra pronaosului

Biserica de lemn din Baștea, comuna Lăpugiu de Jos, județul Hunedoara a fost construită la sfârșitul secolului XVIII. Avea hramul „Cuvioasa Paraschiva”. Satul Baștea nu mai are nici un locuitor, iar biserica, în stare avansată de degradare, este în pragul dispariției.

## Istoric și trăsături
Satul Baștea este amplasat în partea de vest a teritoriului administrativ al comunei Lăpugiu de Jos, accesibil din DN 68A pe un drum de pământ. Din 1999 a rămas fără locuitori.
Biserica din fosta localitate Baștea a fost cumpărată în anul 1913 de către credincioși din satul Holdea. Frumoasa bisericuță este edificată în același stil arhitectonic ca și bisericile bănățene din jurul Făgetului timișan aflat la mică distanță. Construită din bârne masive de stejar, după sistemul „blockbau”. Elementele spațial-arhitecturale sunt cele specifice cultului creștin ortodox, dispuse pe axa vest-est: pronaosul (tinda), naosul (nava) și absida altarului. Naosul (nava), încăperea destinată exclusiv bărbaților, este de formă dreptunghiulară. Intrarea în naos este situată pe latura de sud. Absida altarului este poligonală, nedecroșată, în prelungirea pereților corespunzători ai naosului. Turnul prezintă, ca și bisericile din zona Făgetului, elemente constructive si decorative ale barocului apusean.
O particularitate este prelungirea acoperișului deasupra intrării, pe latura de vest, realizându-se o formă simplă de pridvor care se mai întâlnește doar la bisericile din Coșevița și Românești. În anul 1937 biserica a fost acoperită cu țiglă. În anul 1952 biserica a fost vizitată de către episcopul dr. Andrei Magieru. Biserica a avut un clopot din secolul XIX care a fost donat bisericii din Grind. În prezent biserica este într-o stare foarte avansată de degradare, pozele vorbind de la sine.

## Imagini din interior

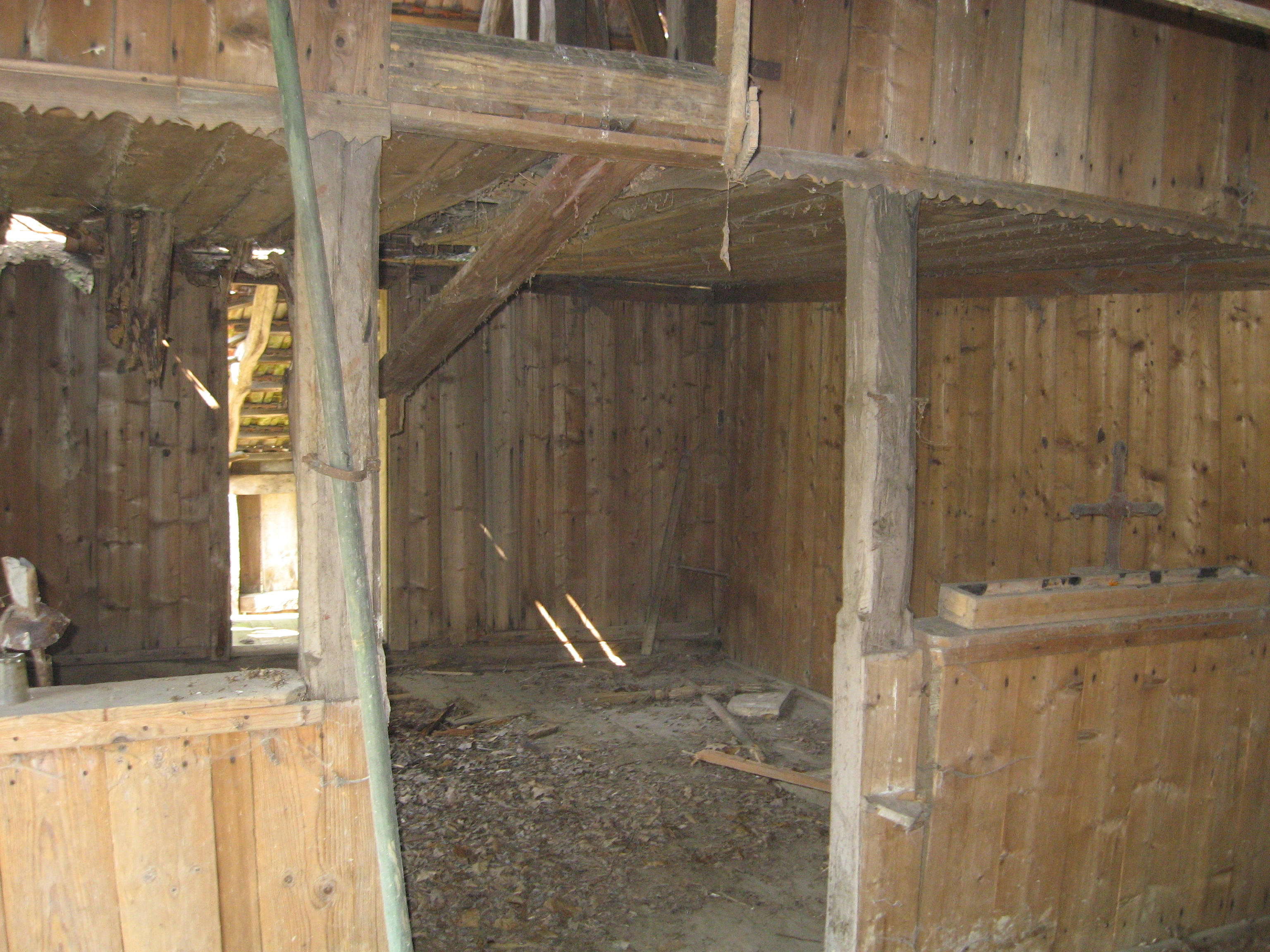
Pronaosul
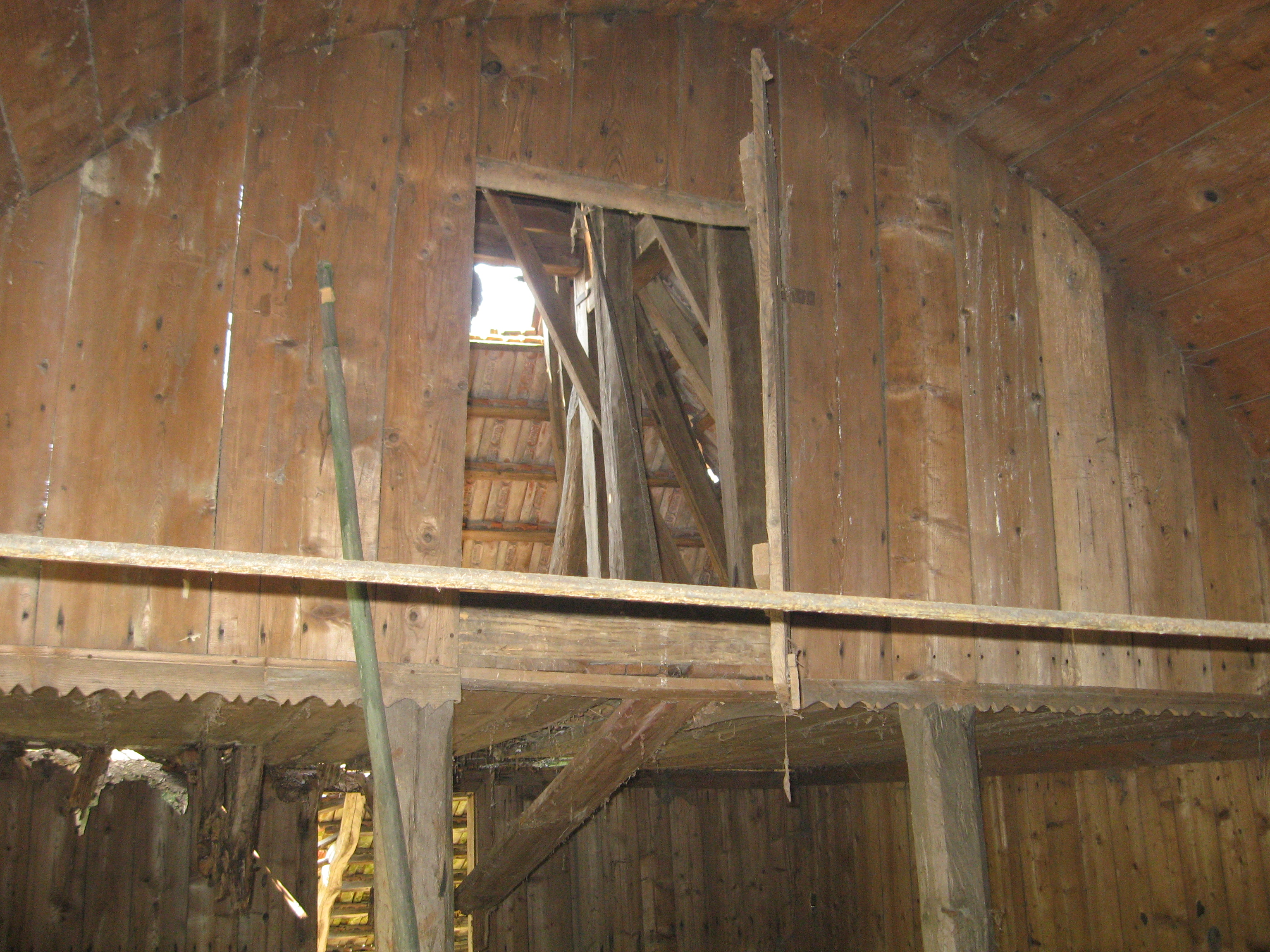
Pronaosul
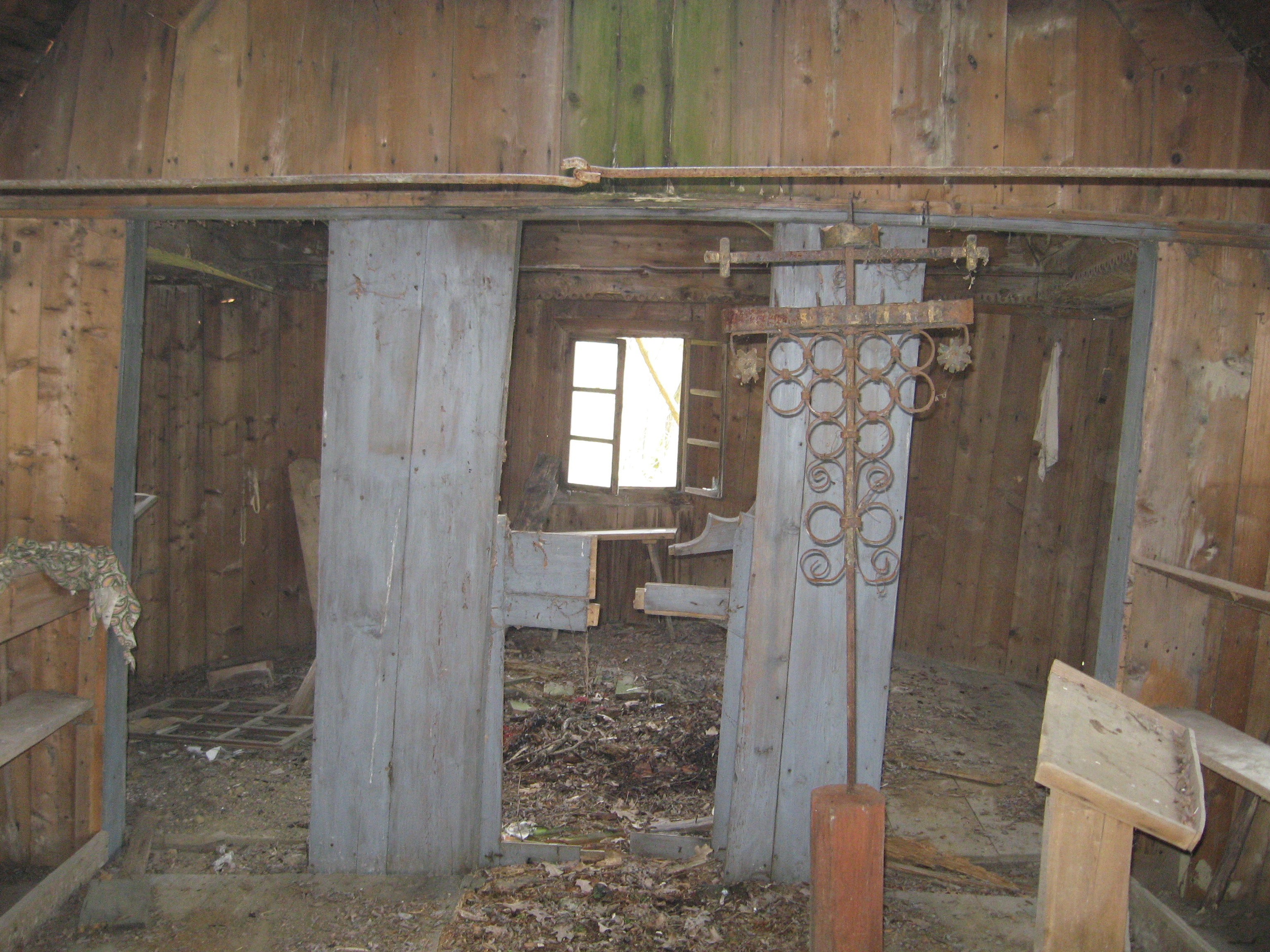
Interiorul navei
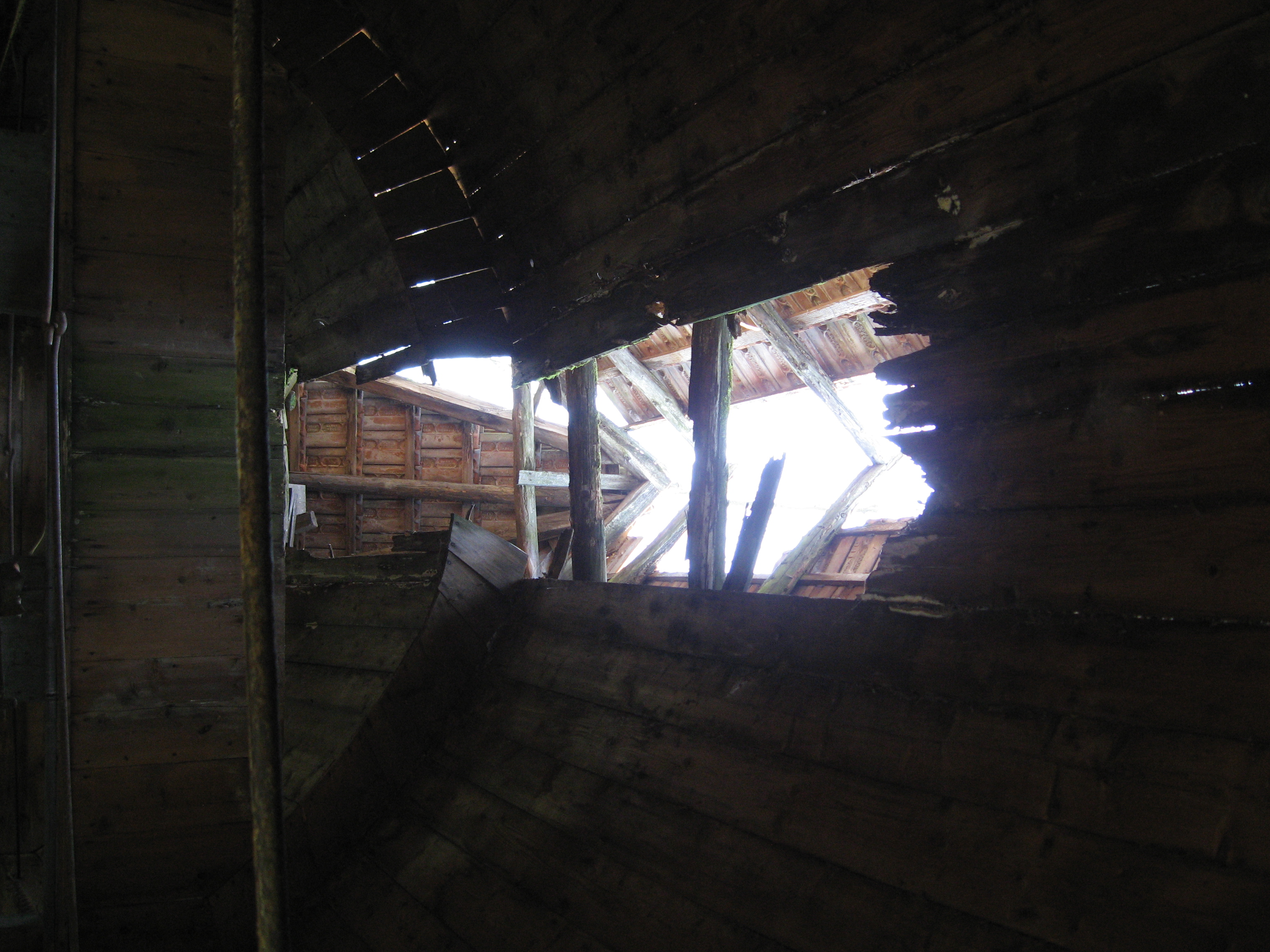
Spărtură în acoperiș

## Imagini din exterior

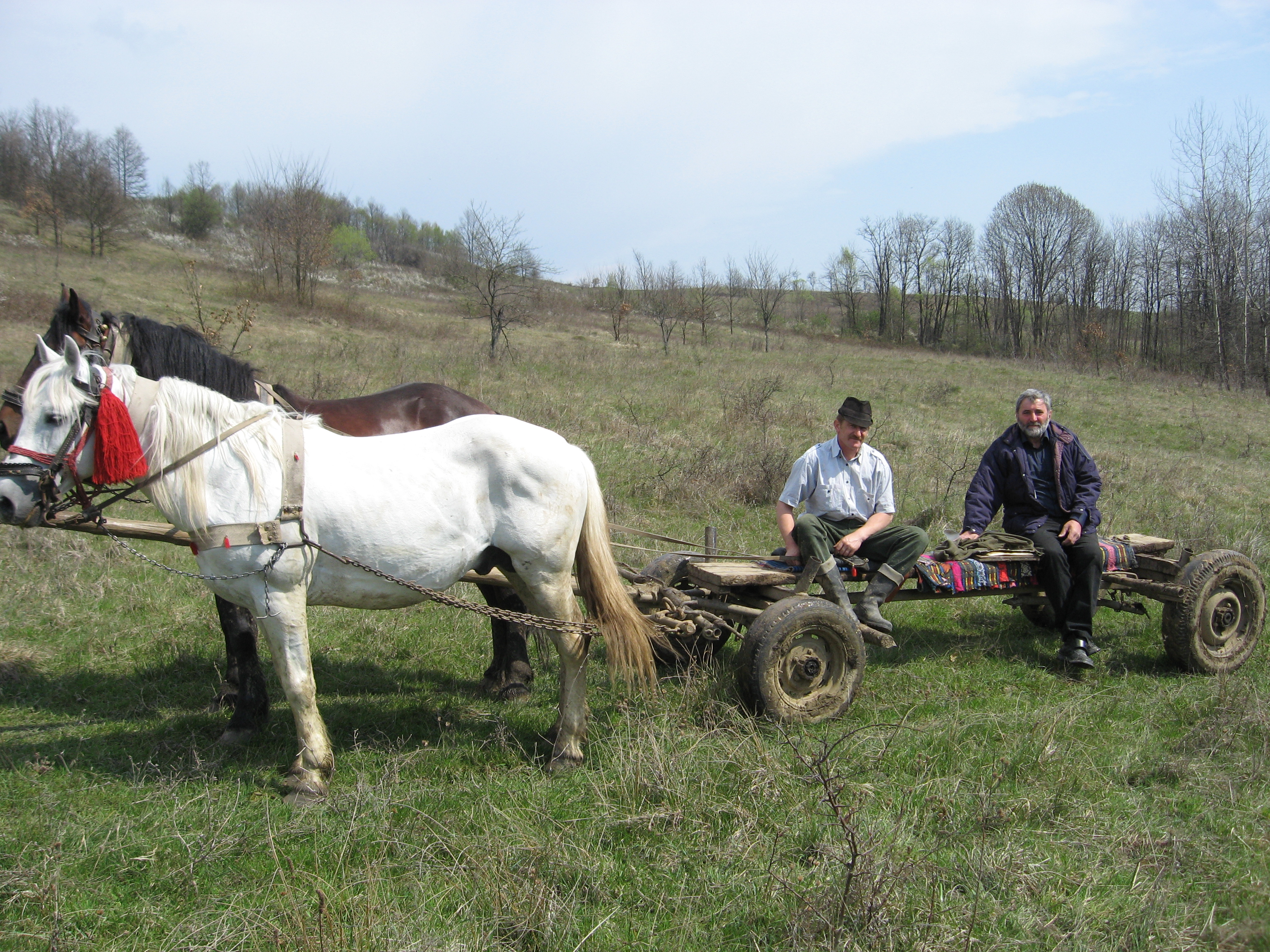
Singurul mijloc de transport cu care se poate ajunge în Baștea
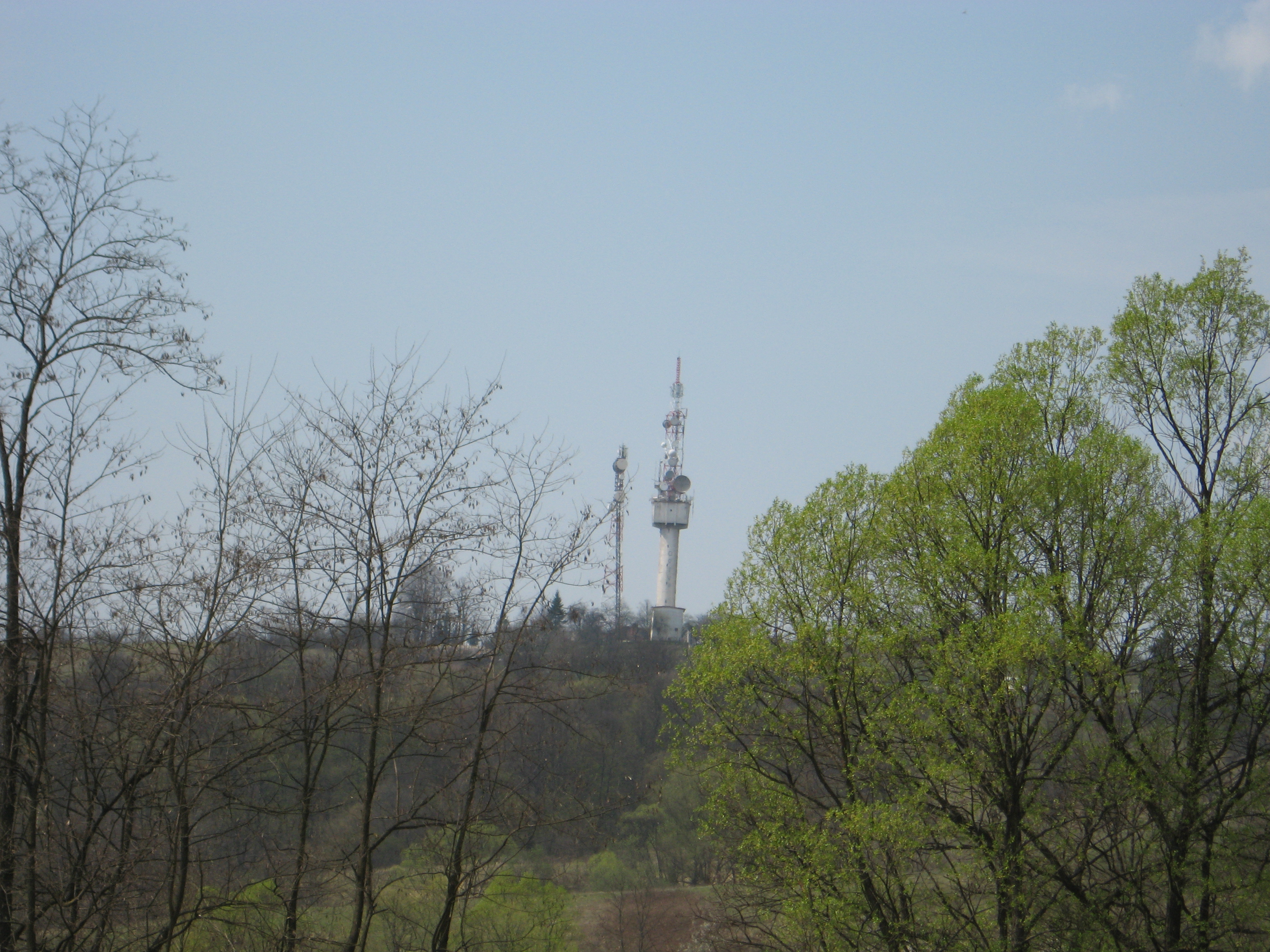
Împrejurimile bisericii (releul din Coșevița vecină)
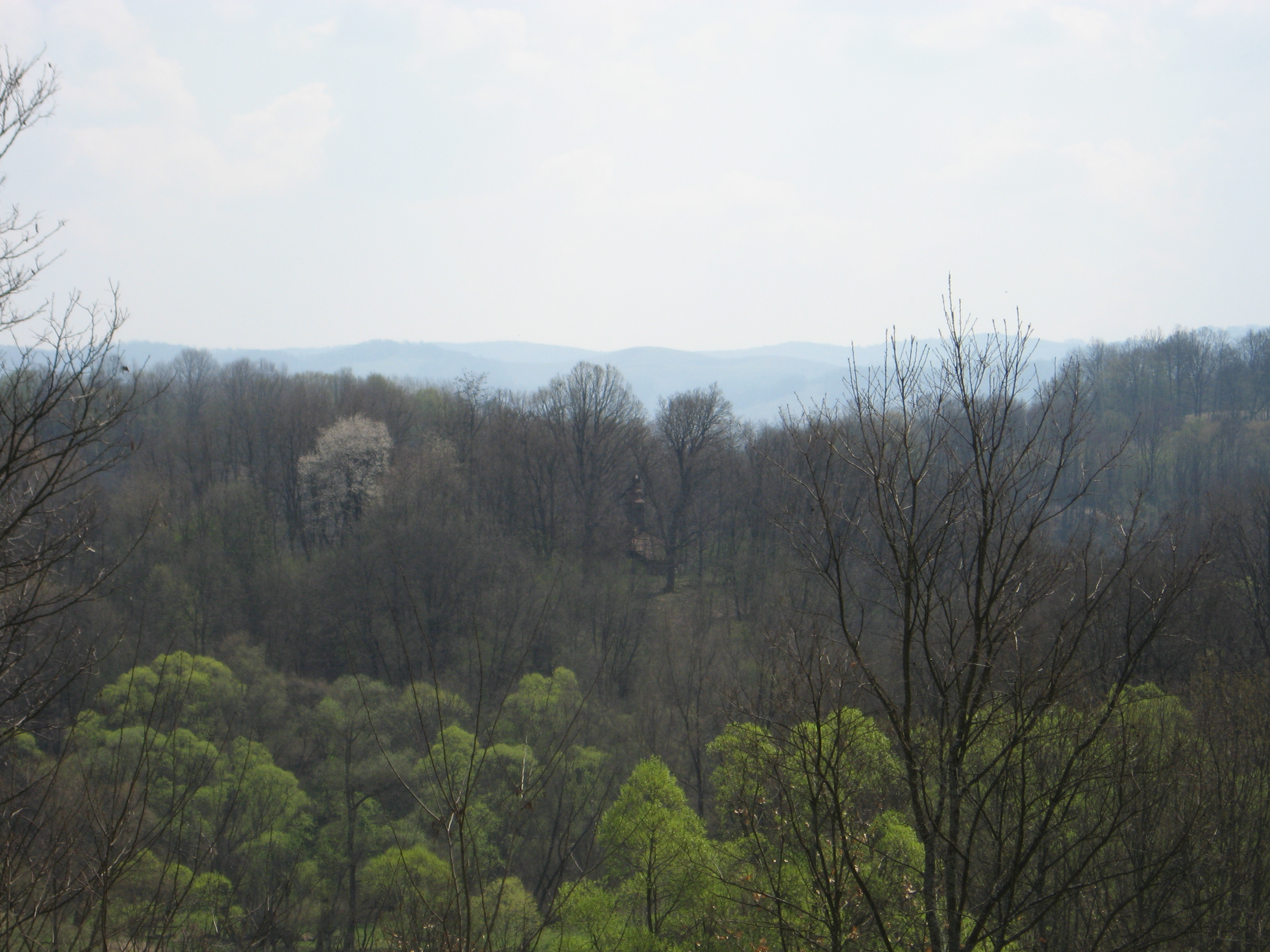
Împrejurimile bisericii
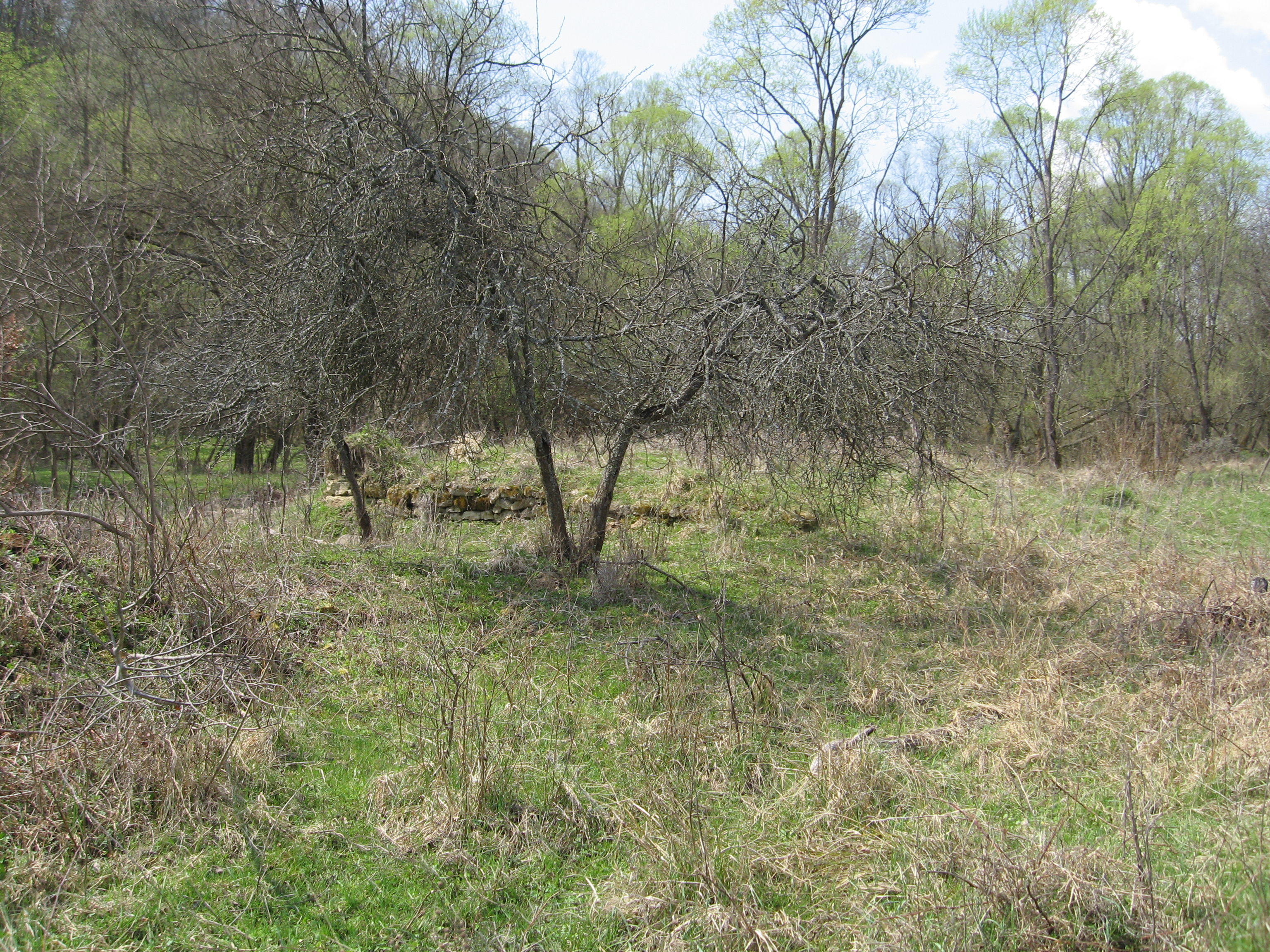
Împrejurimile bisericii
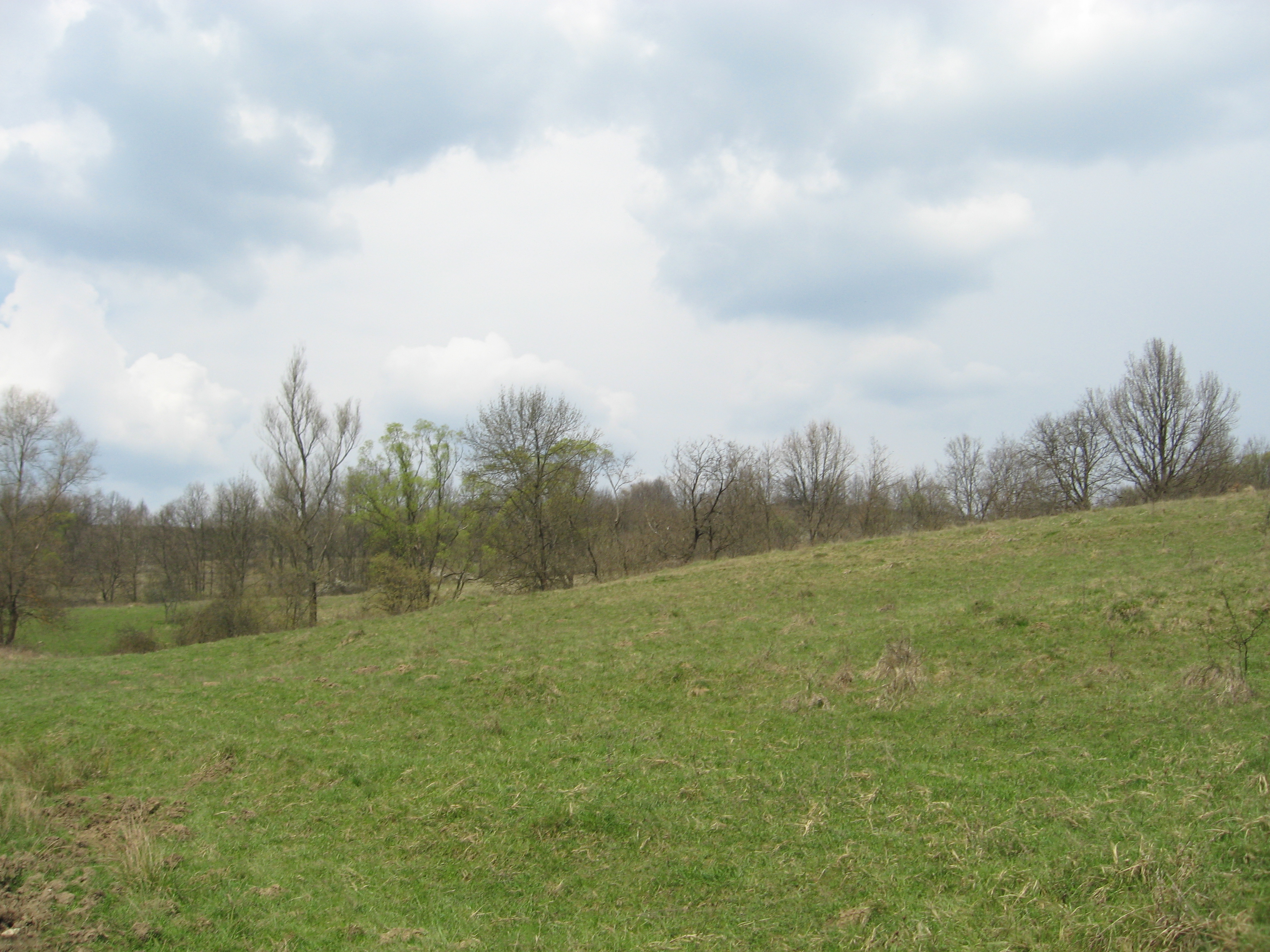
Împrejurimile bisericii
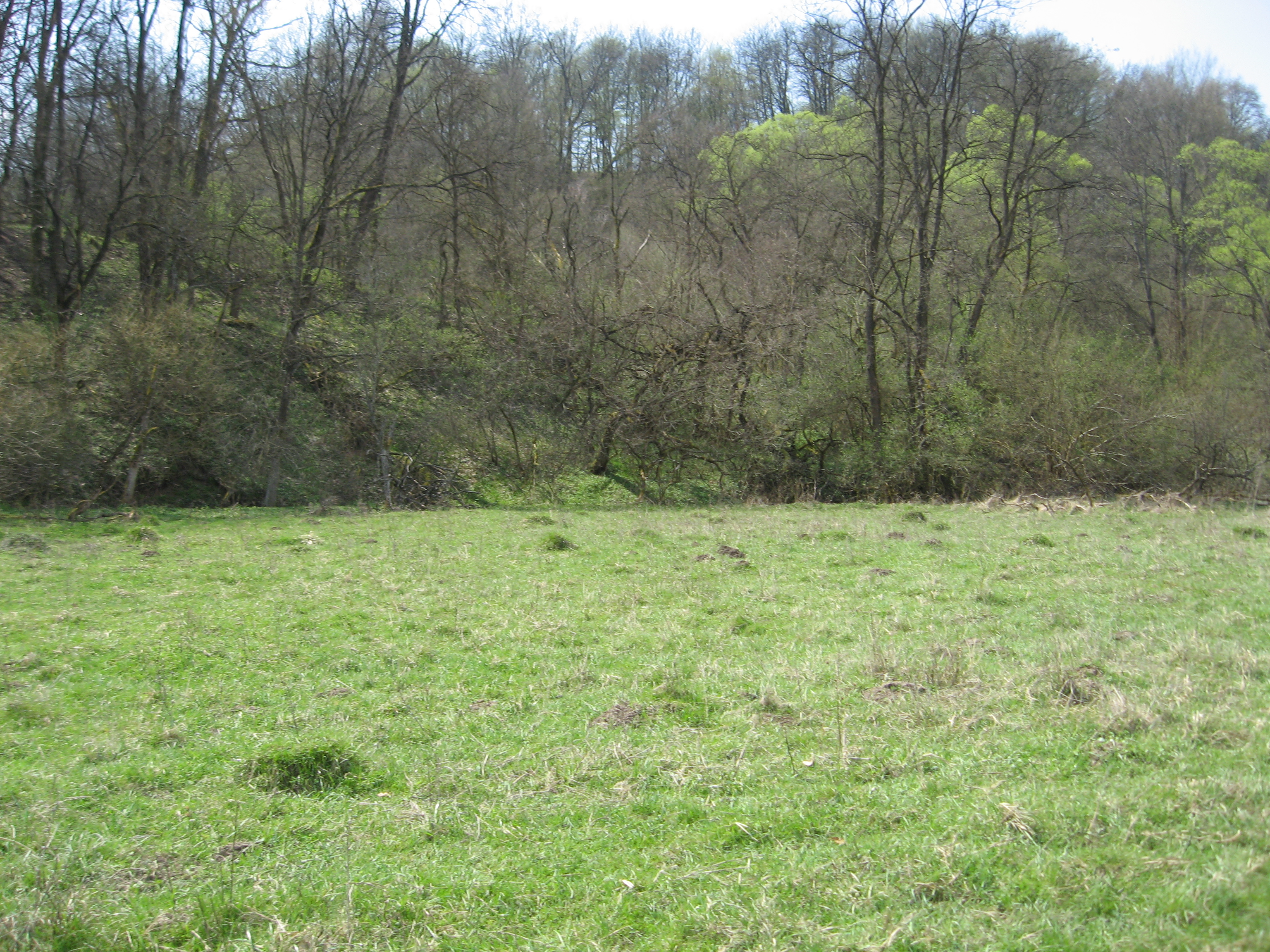
Împrejurimile bisericii
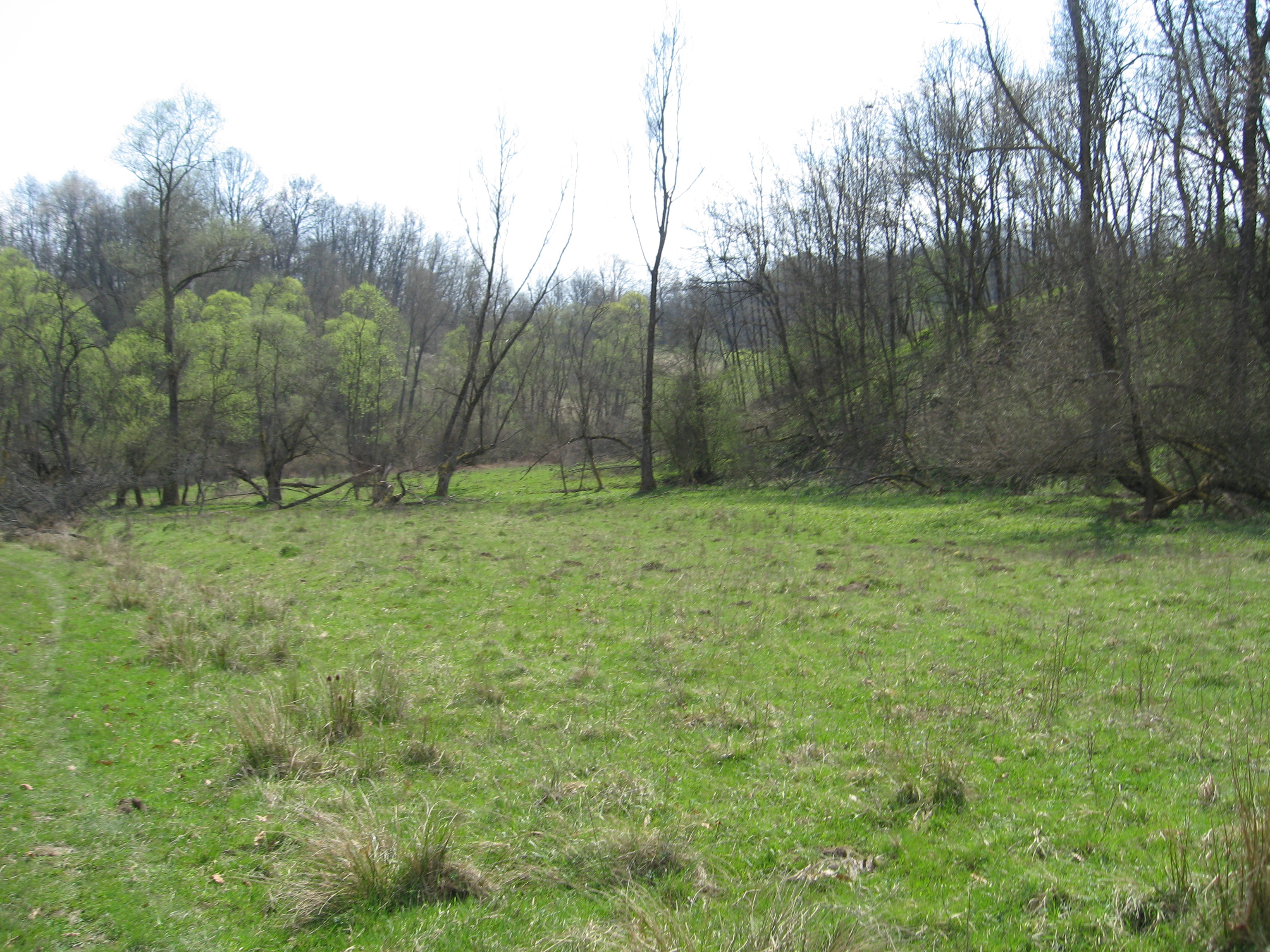
Împrejurimile bisericii
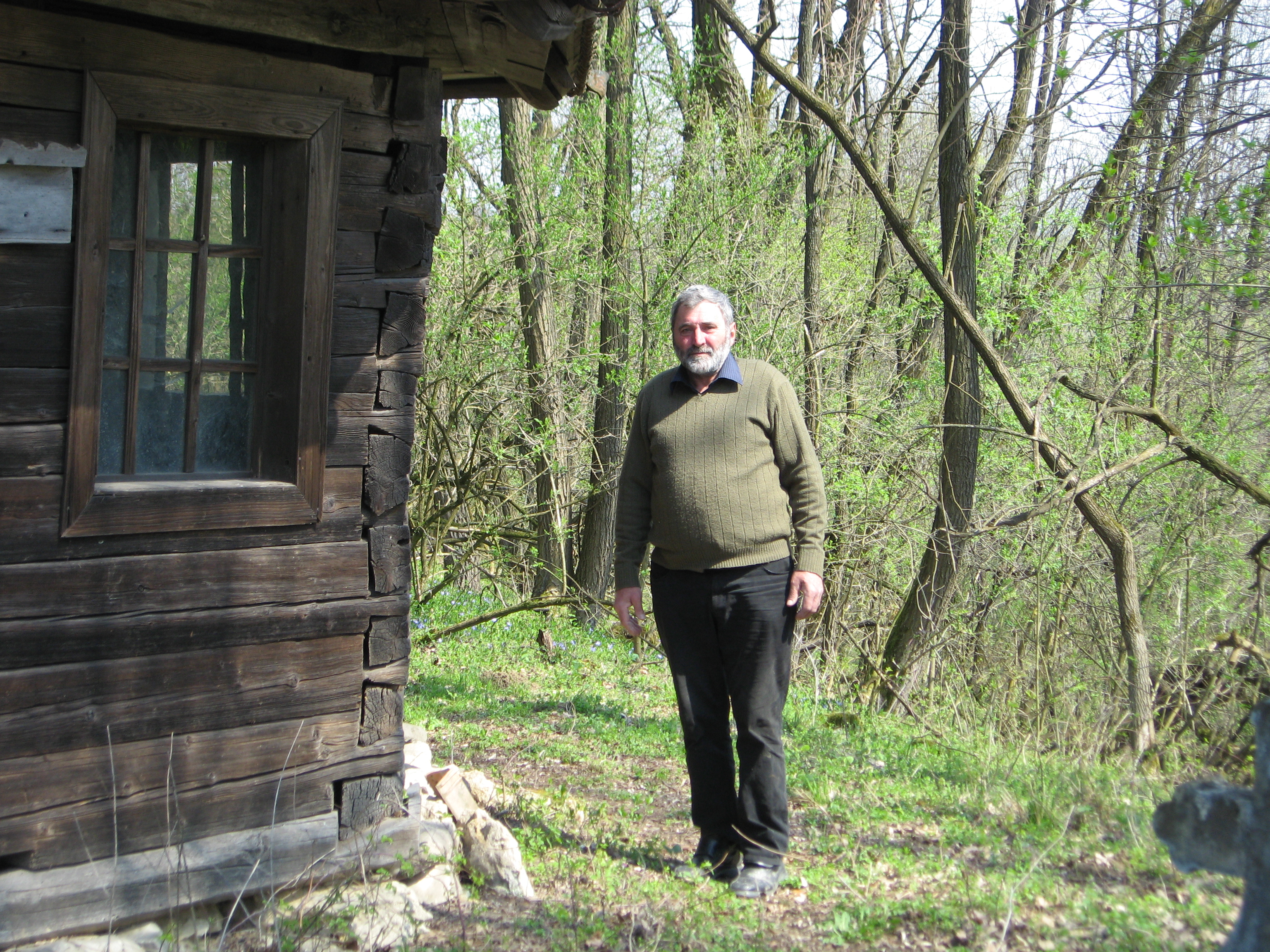
Preotul paroh Ștaier Aron-Dorinel
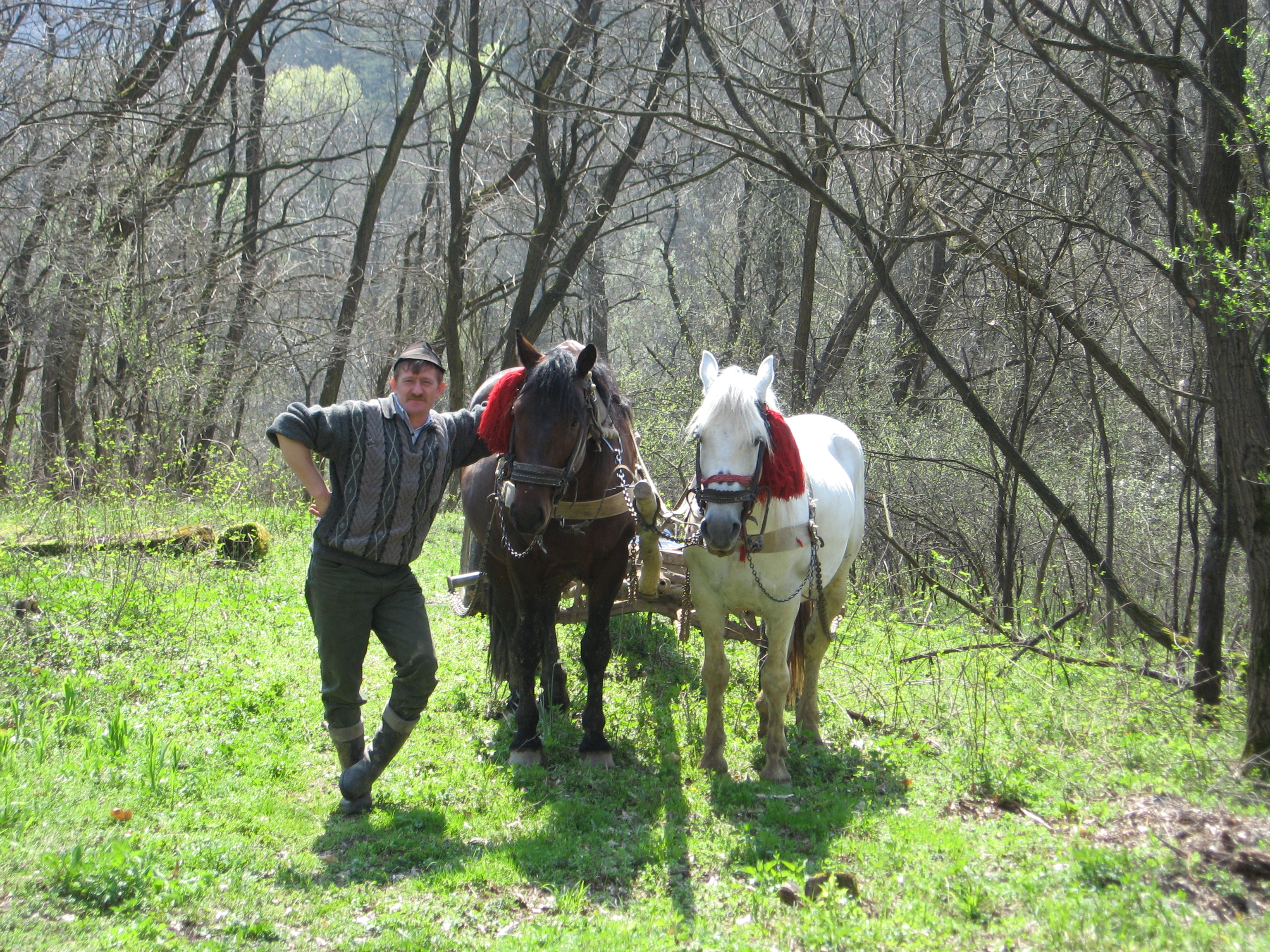
Crâsnicul
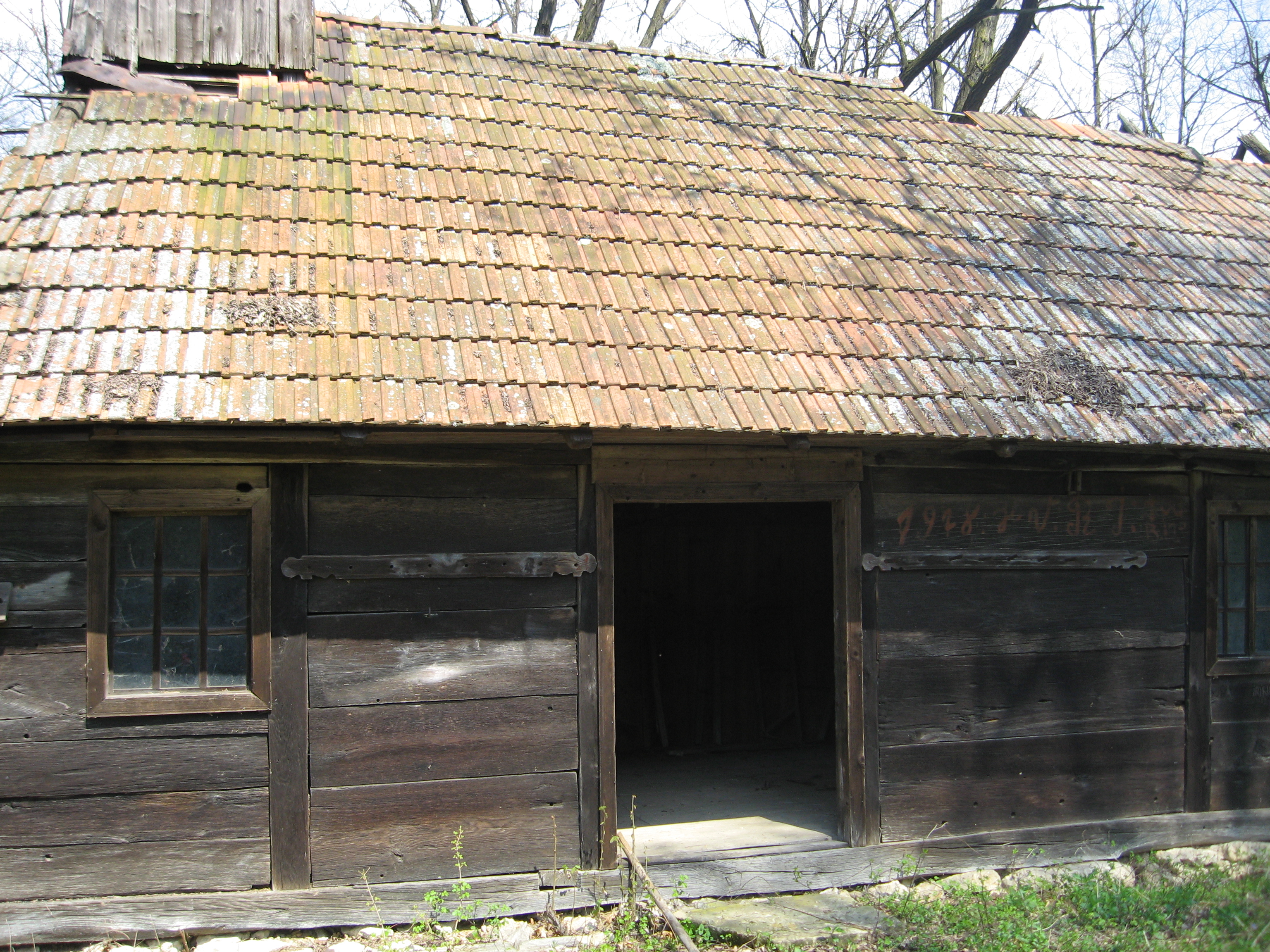
Biserica (sud)
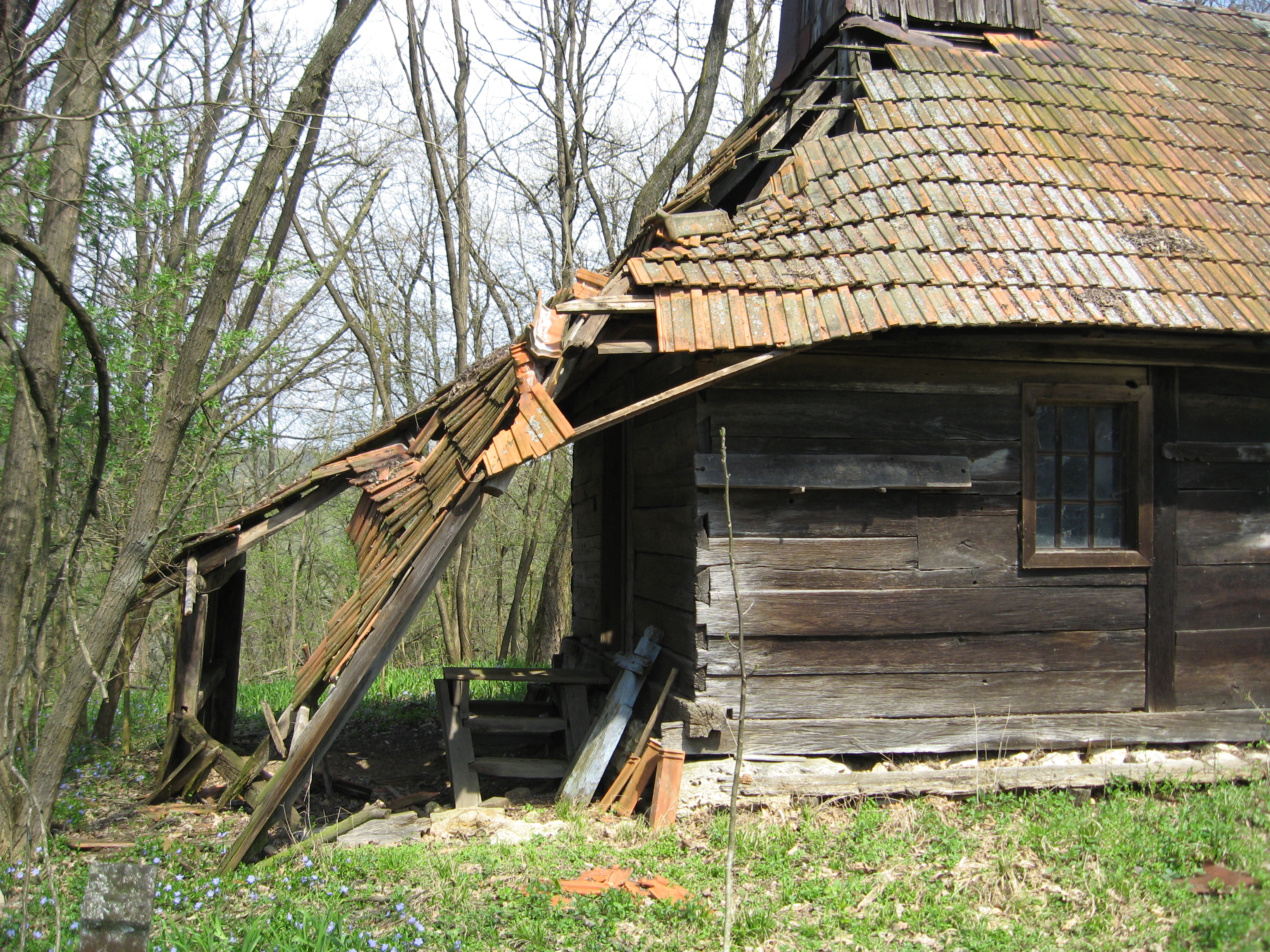
Pronaosul și prelungirea acoperișului
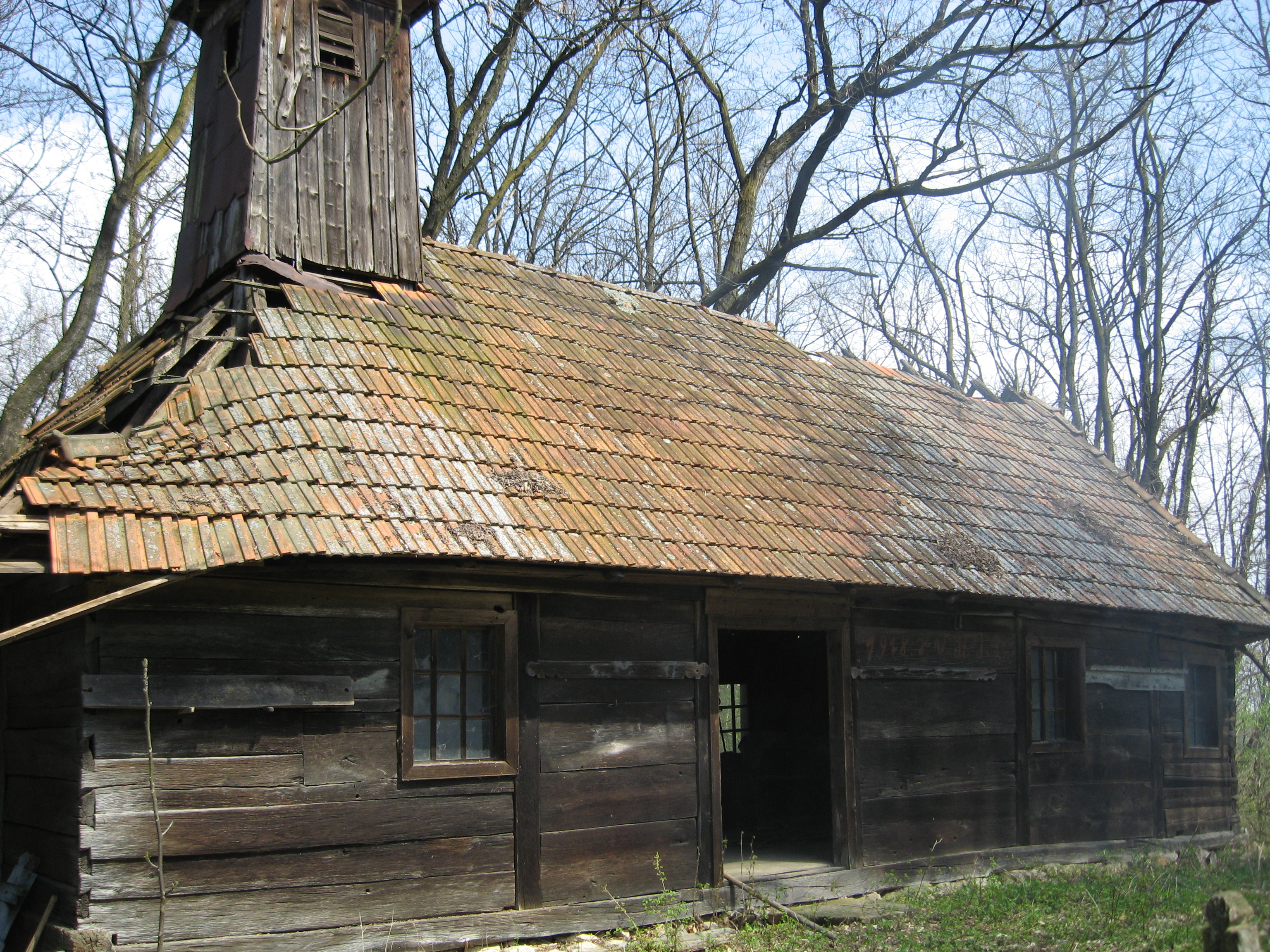
Latura sudică
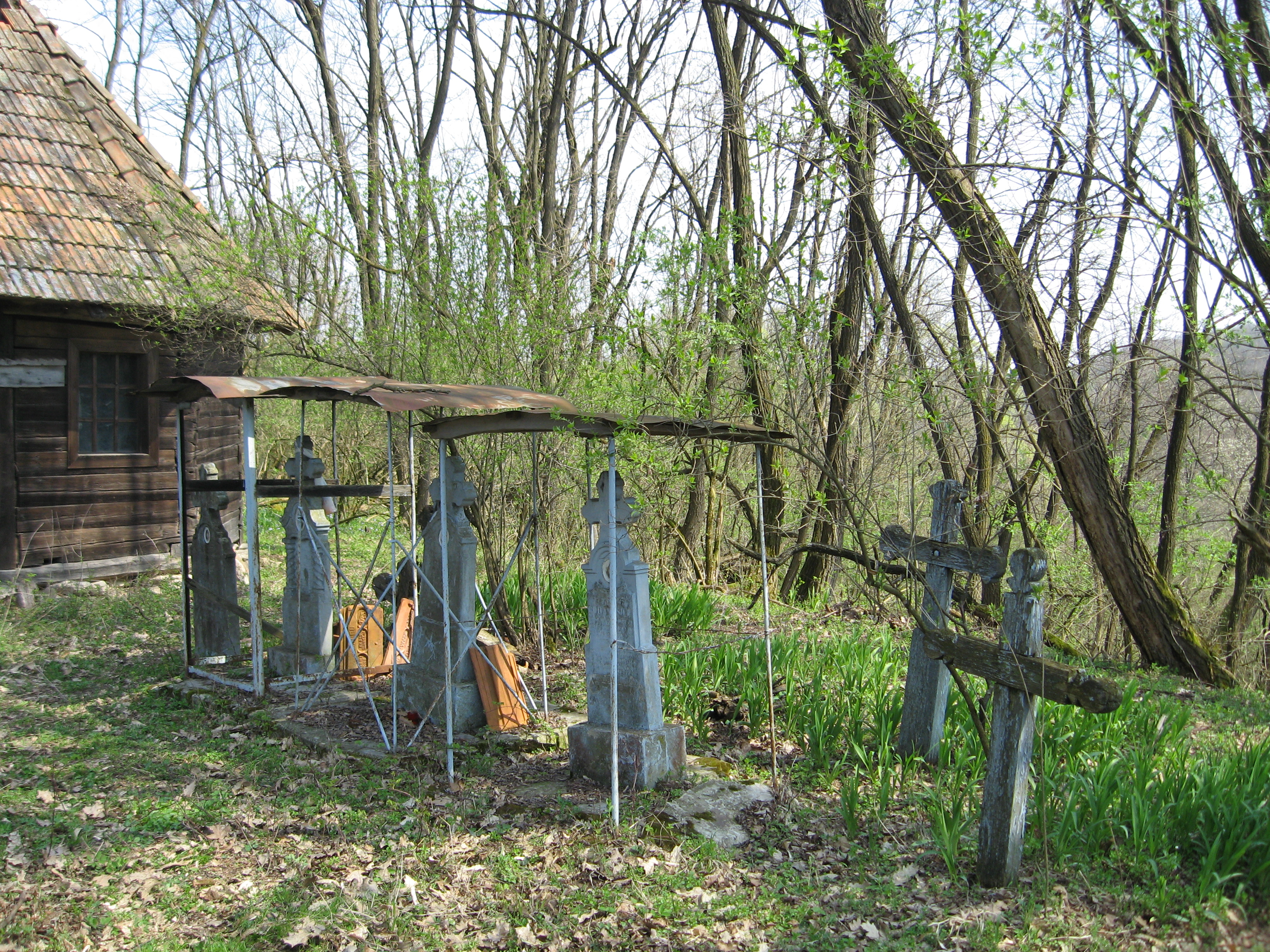
Cimitirul
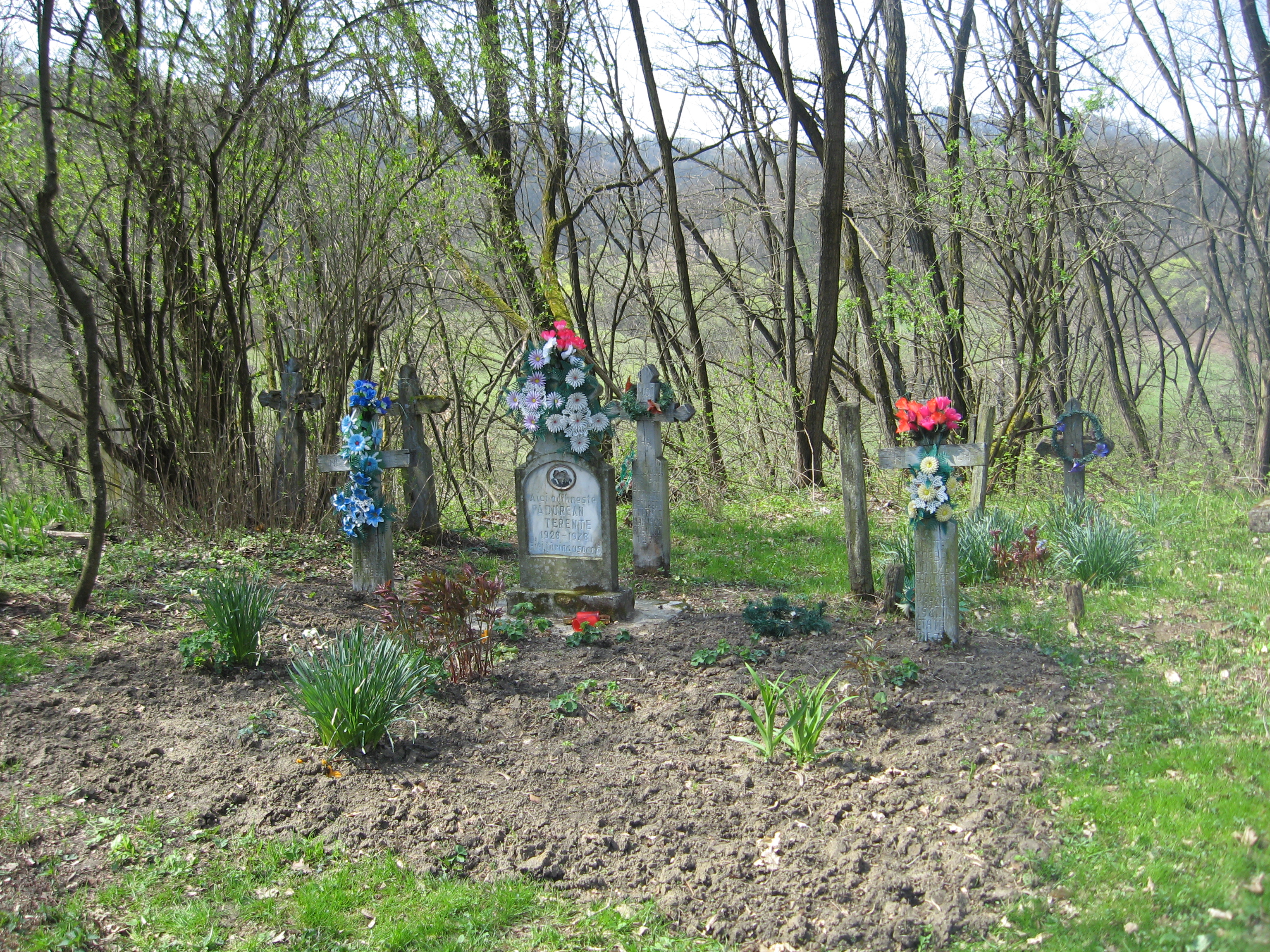
Cimitirul
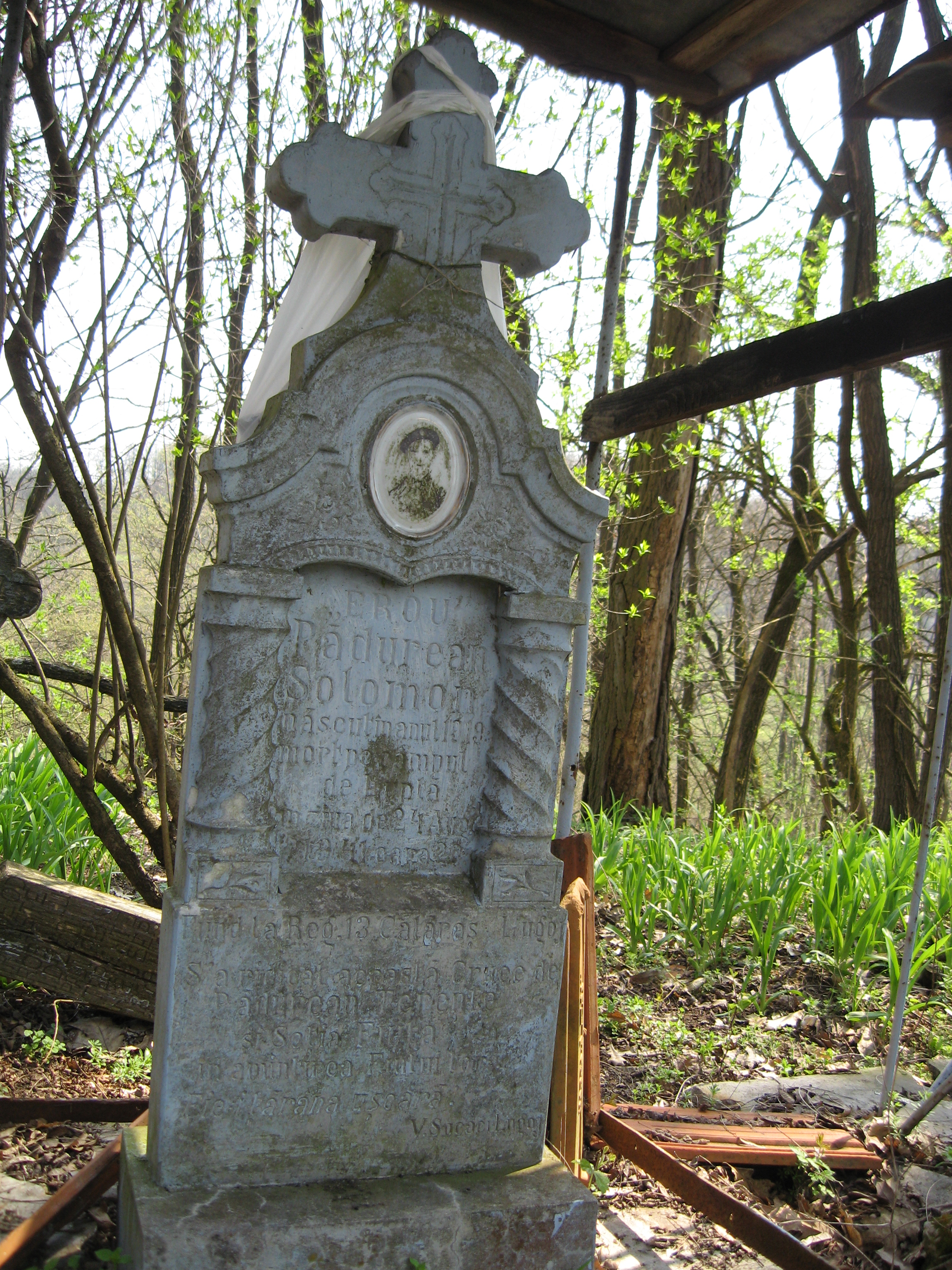
Cruce de erou
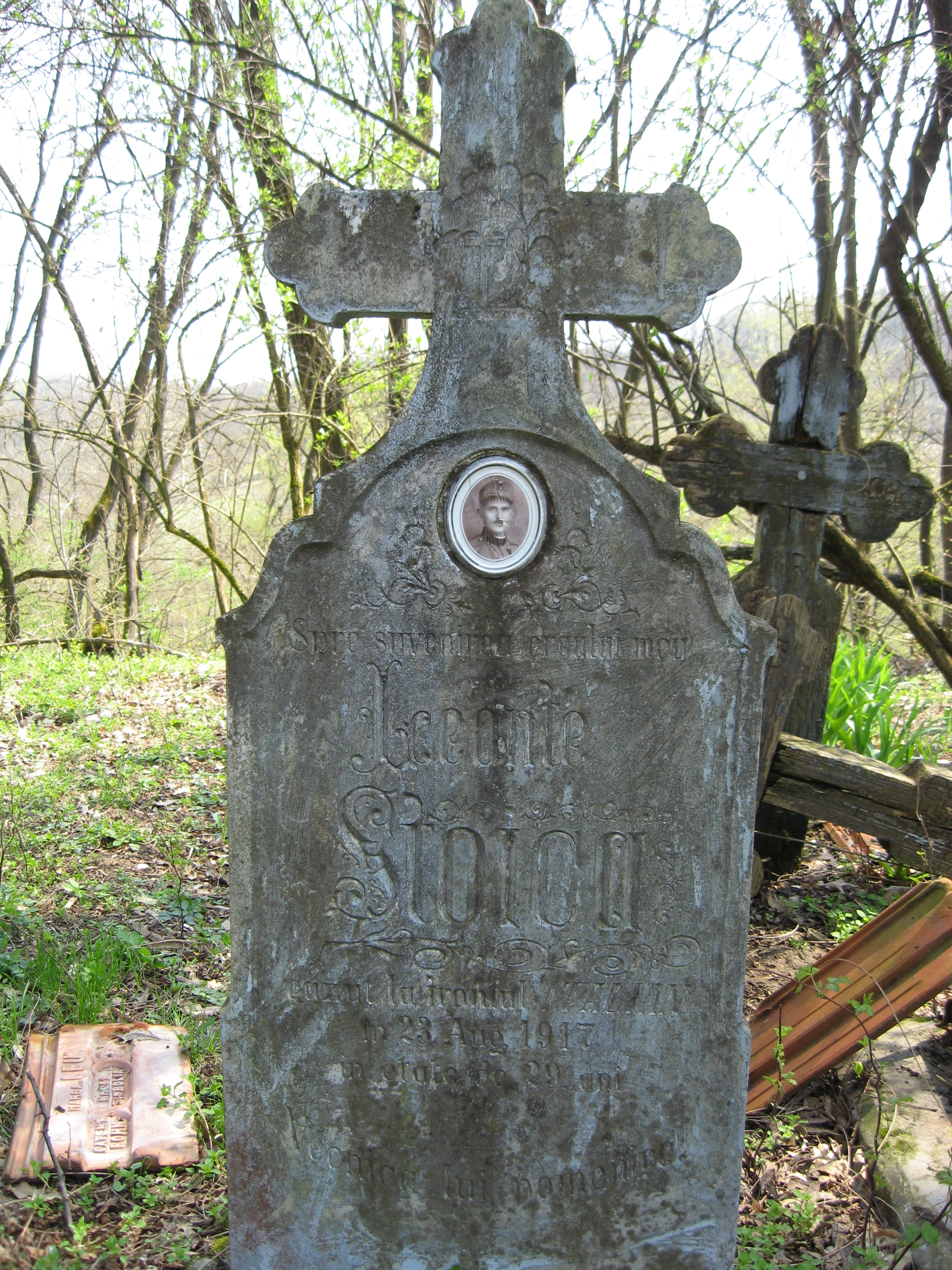
Cruce de erou
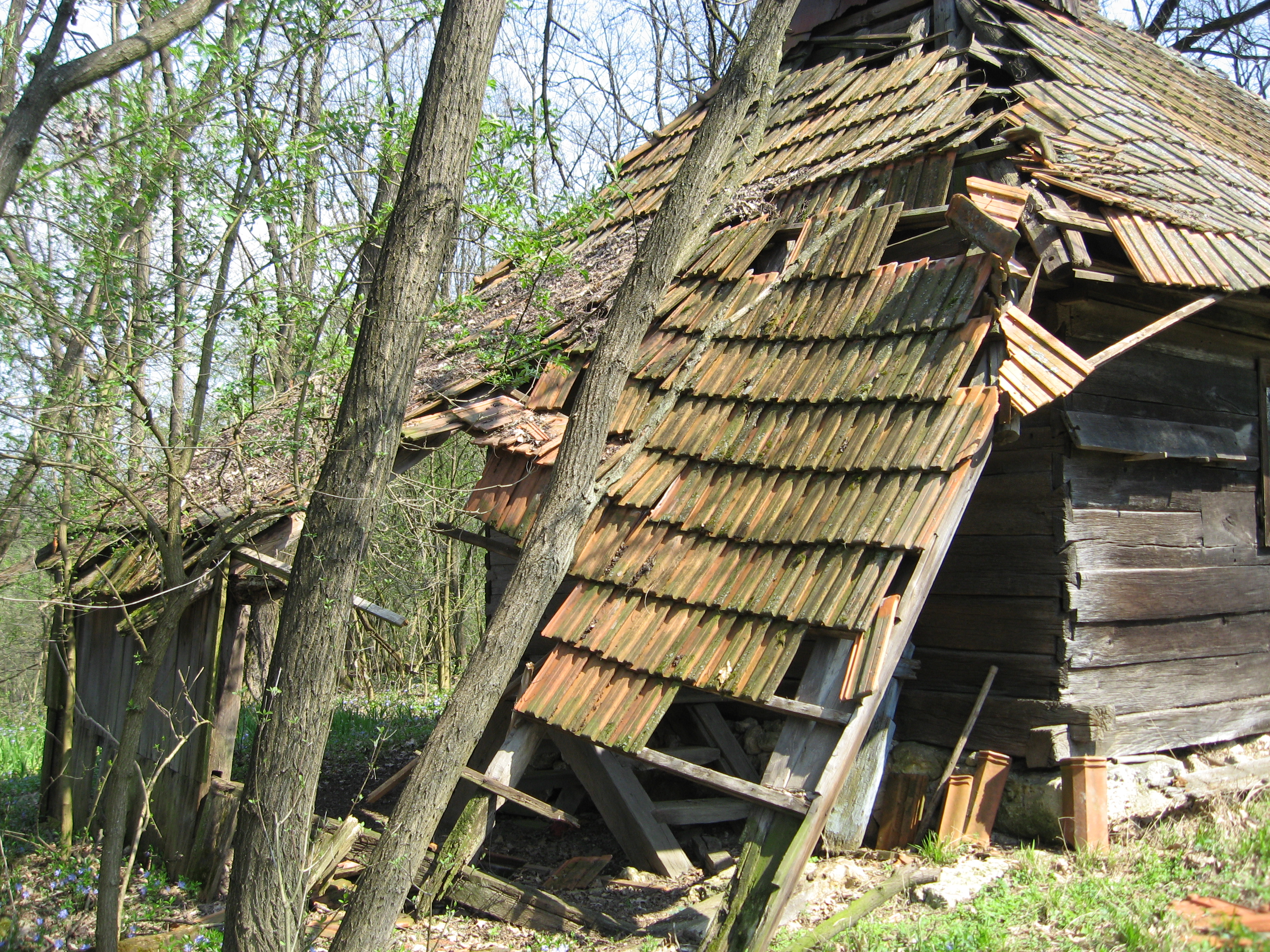
Latura de vest
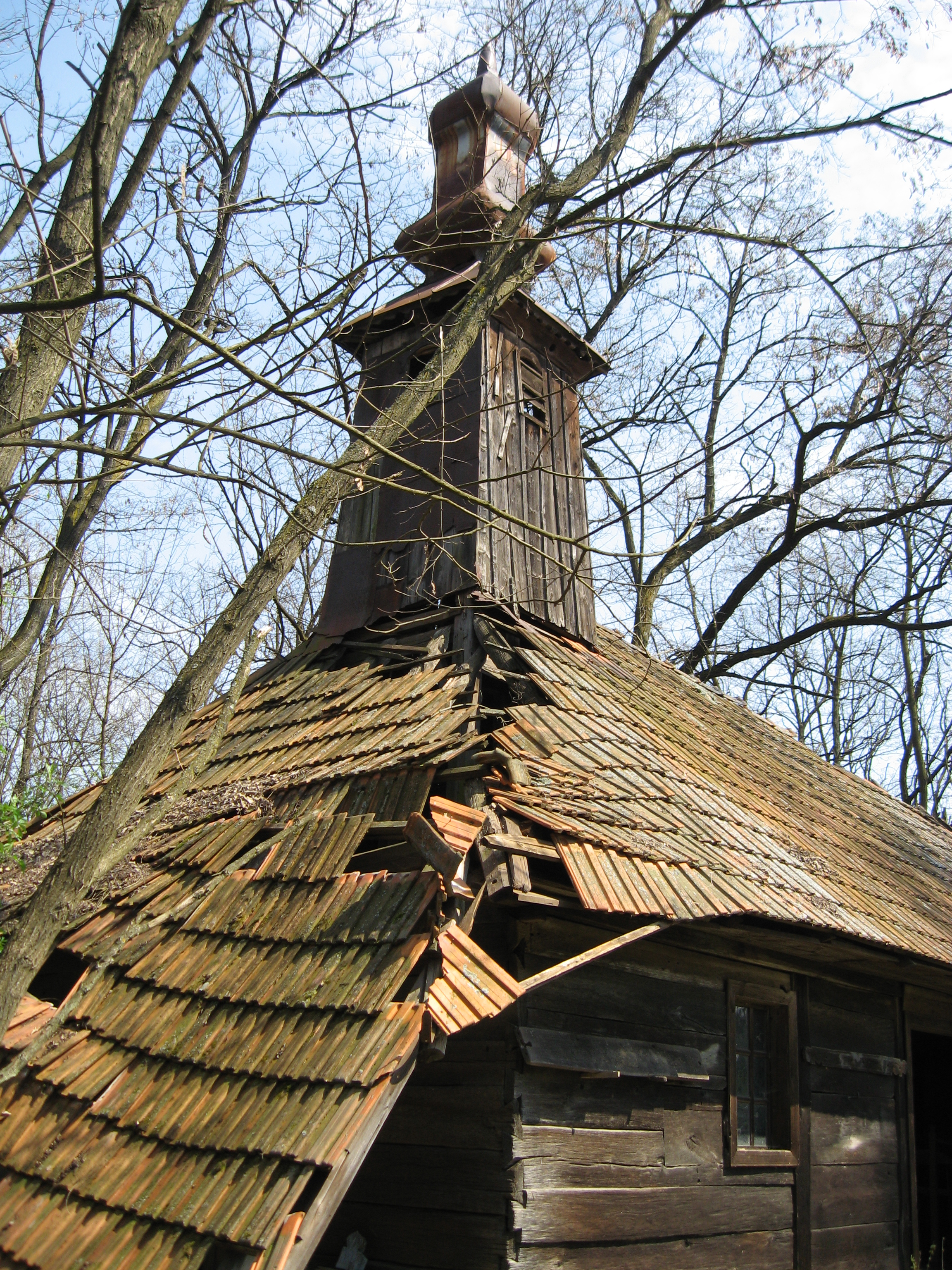
Biserica (sud-vest)
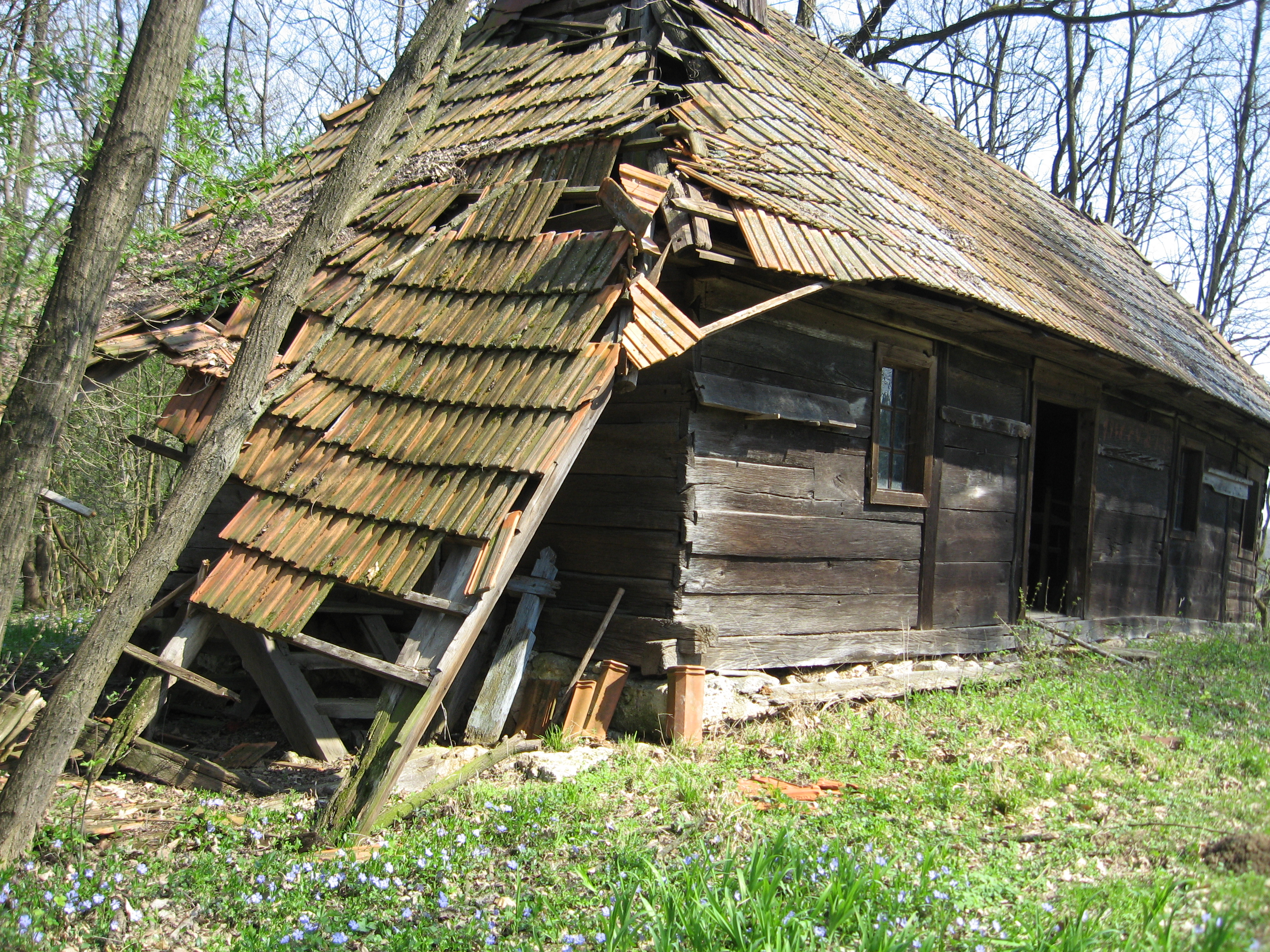
Biserica (sud-vest)
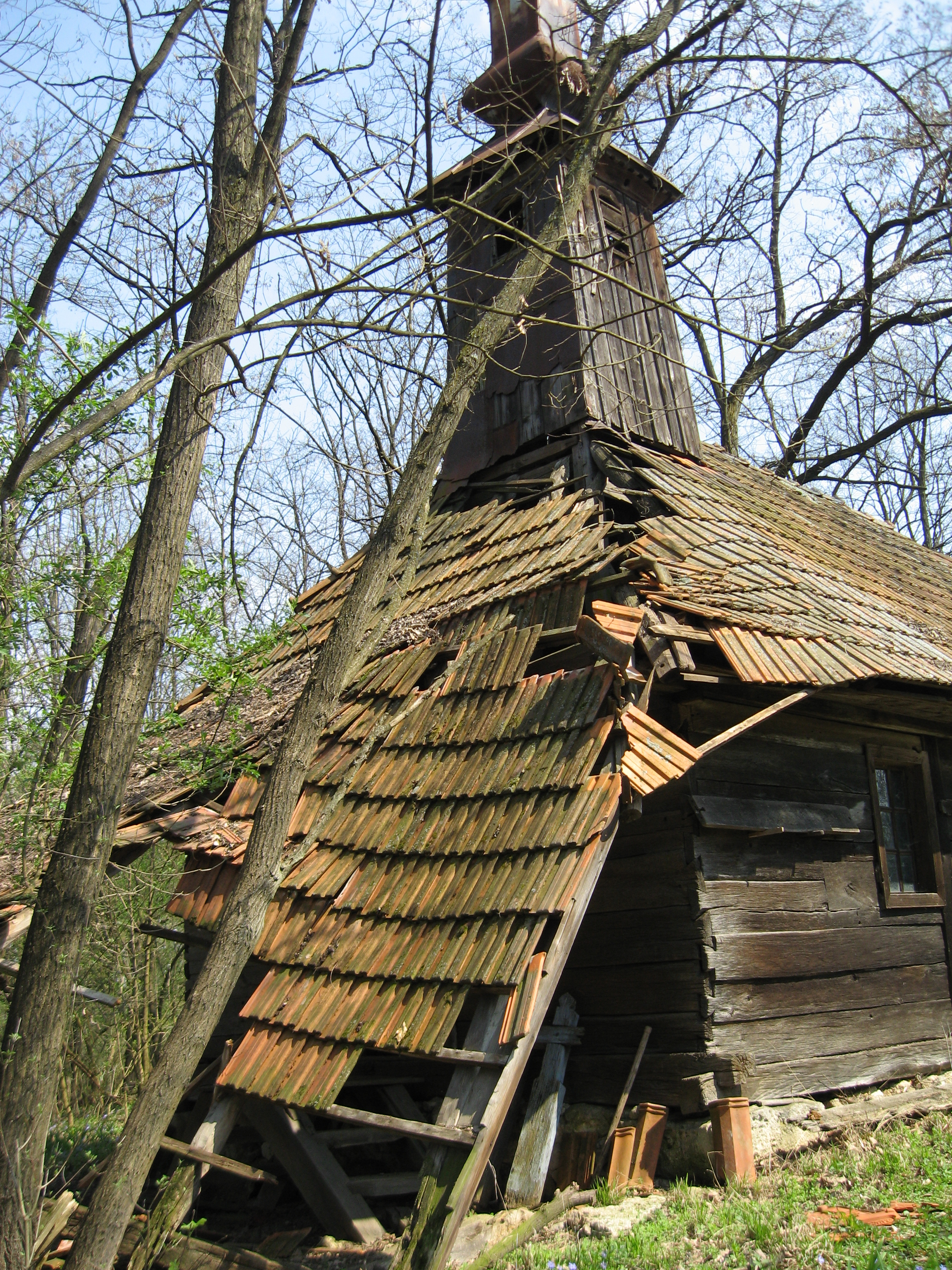
Biserica (sud-vest)
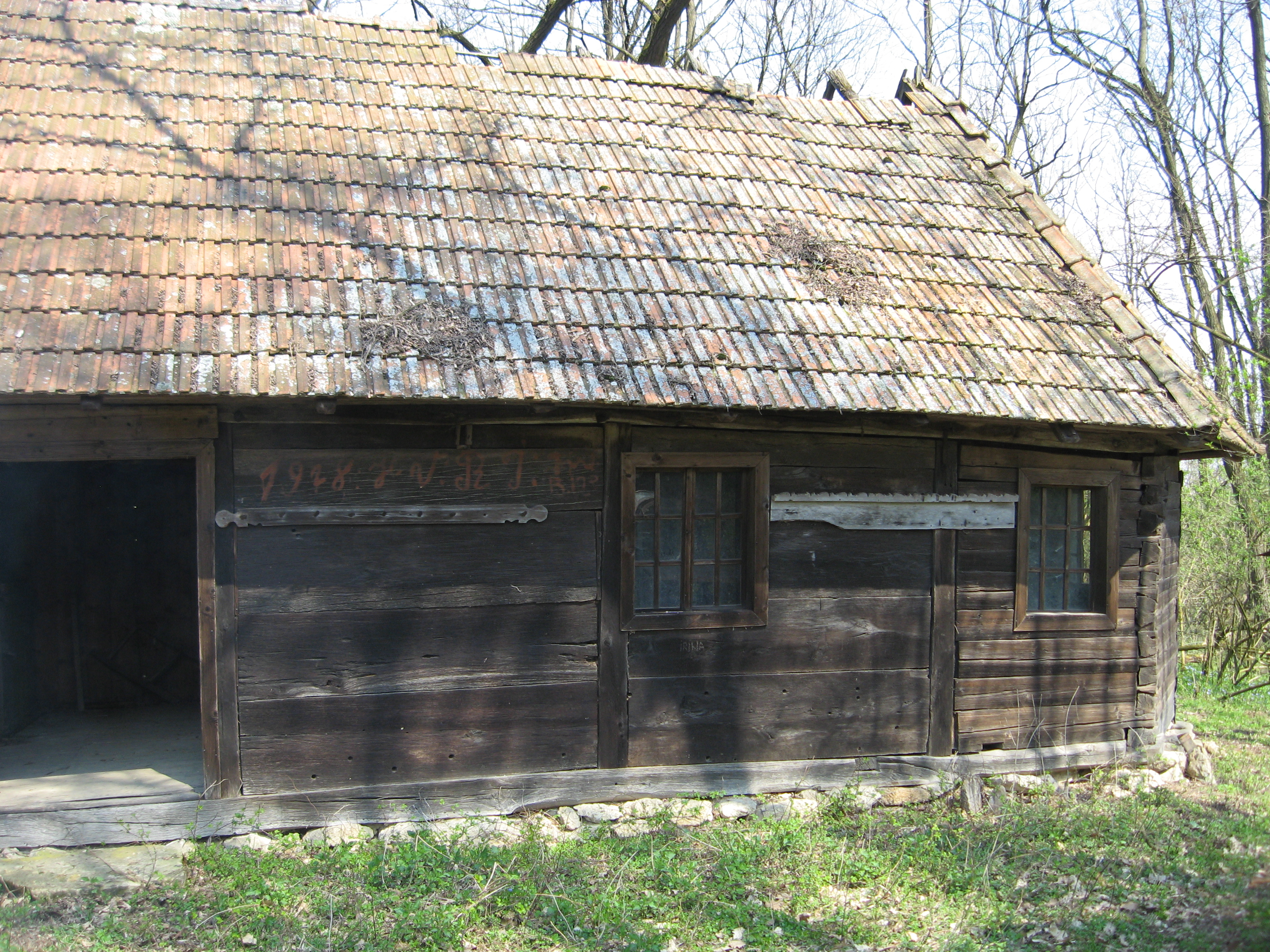
Latura de sud
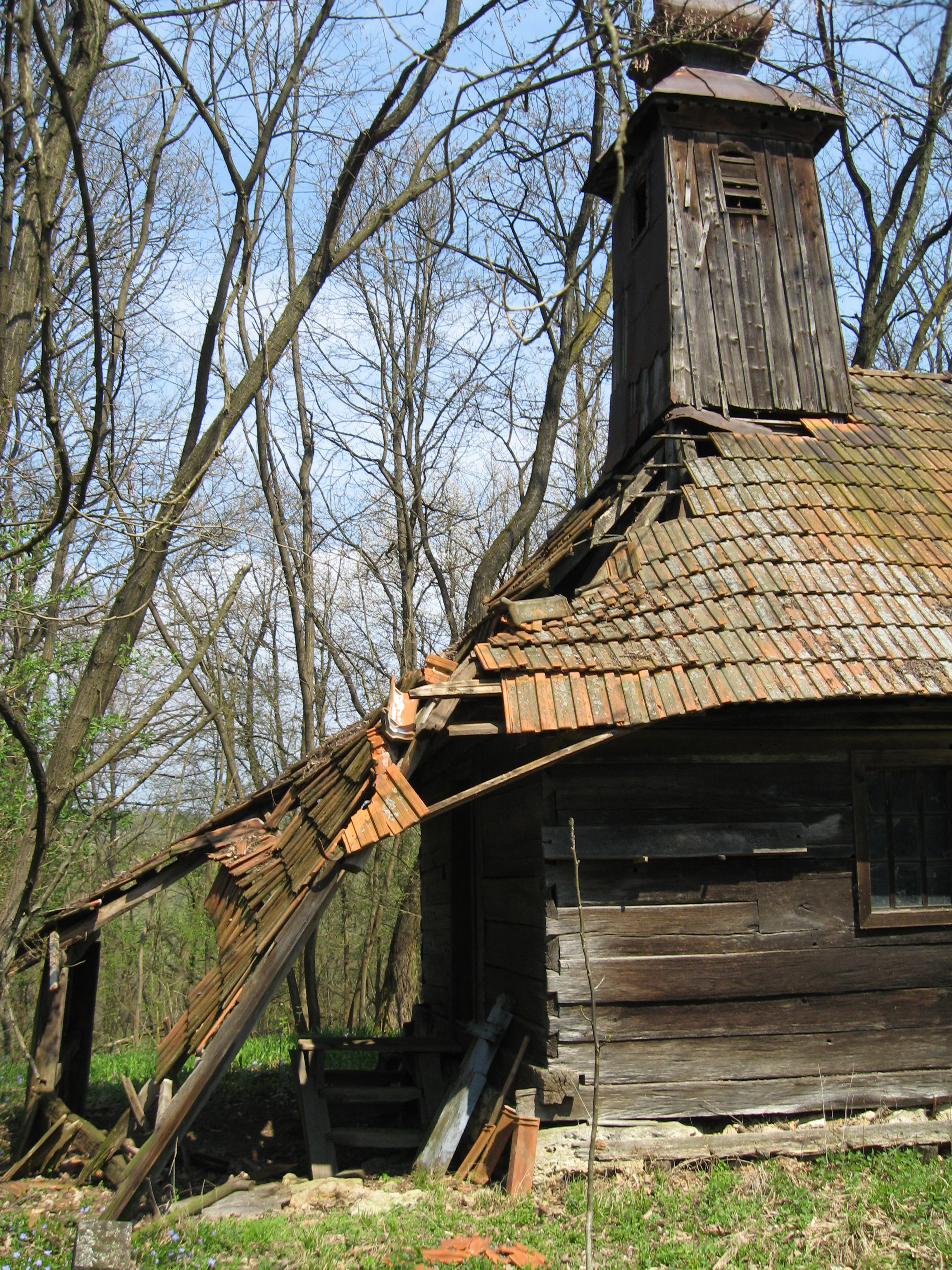
Turnul și pronaosul
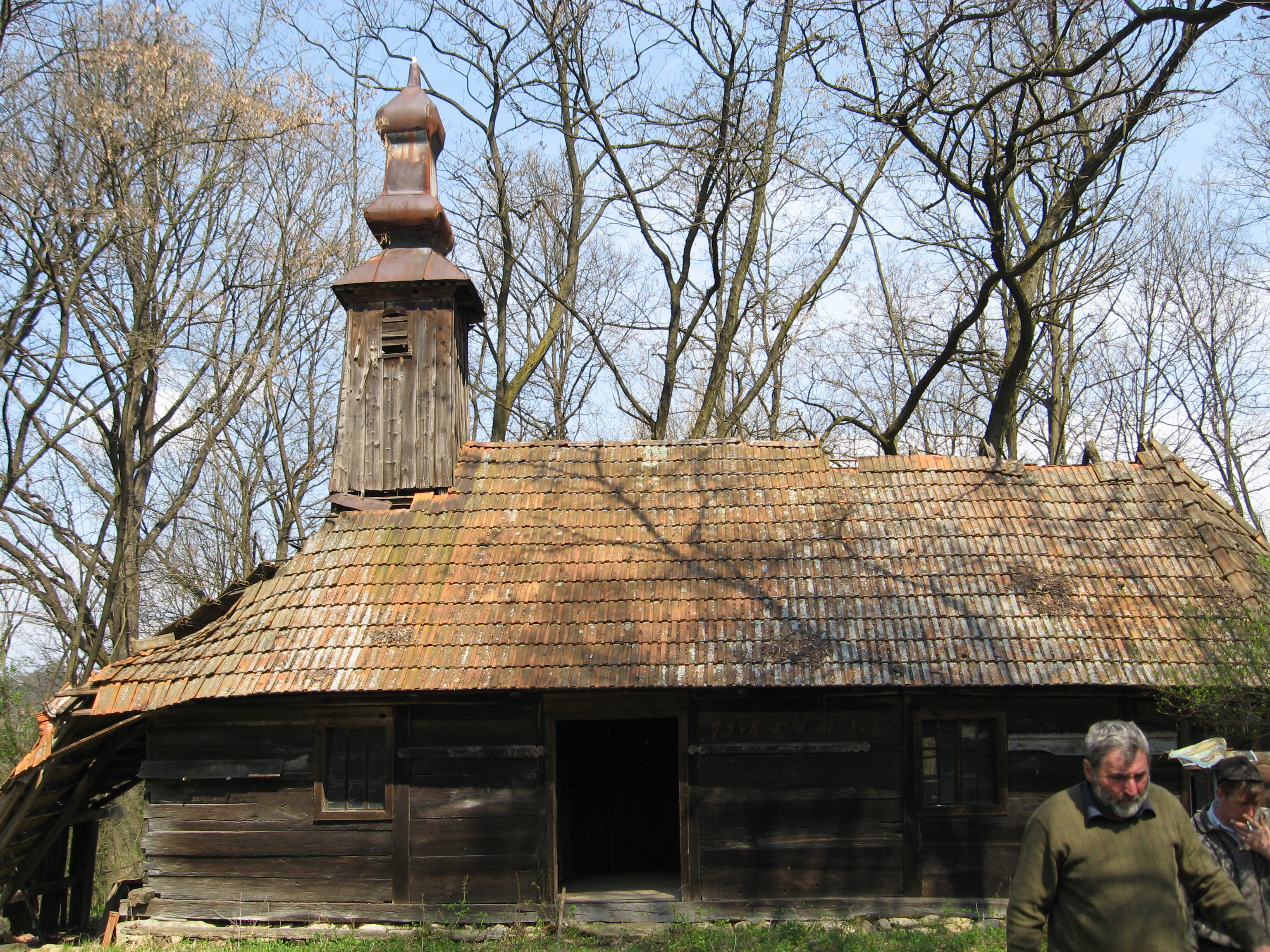
Biserica (sud)
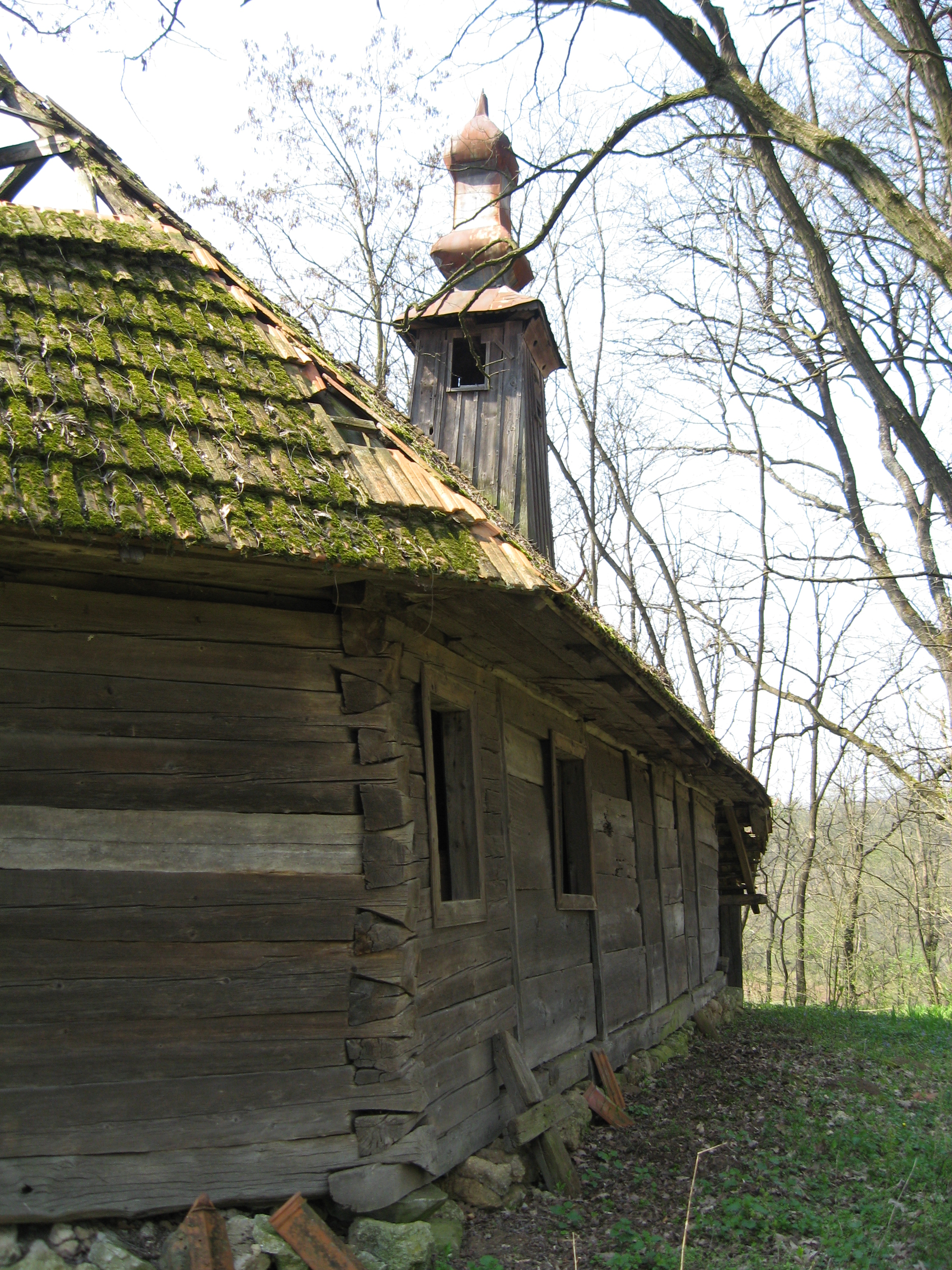
Latura de nord
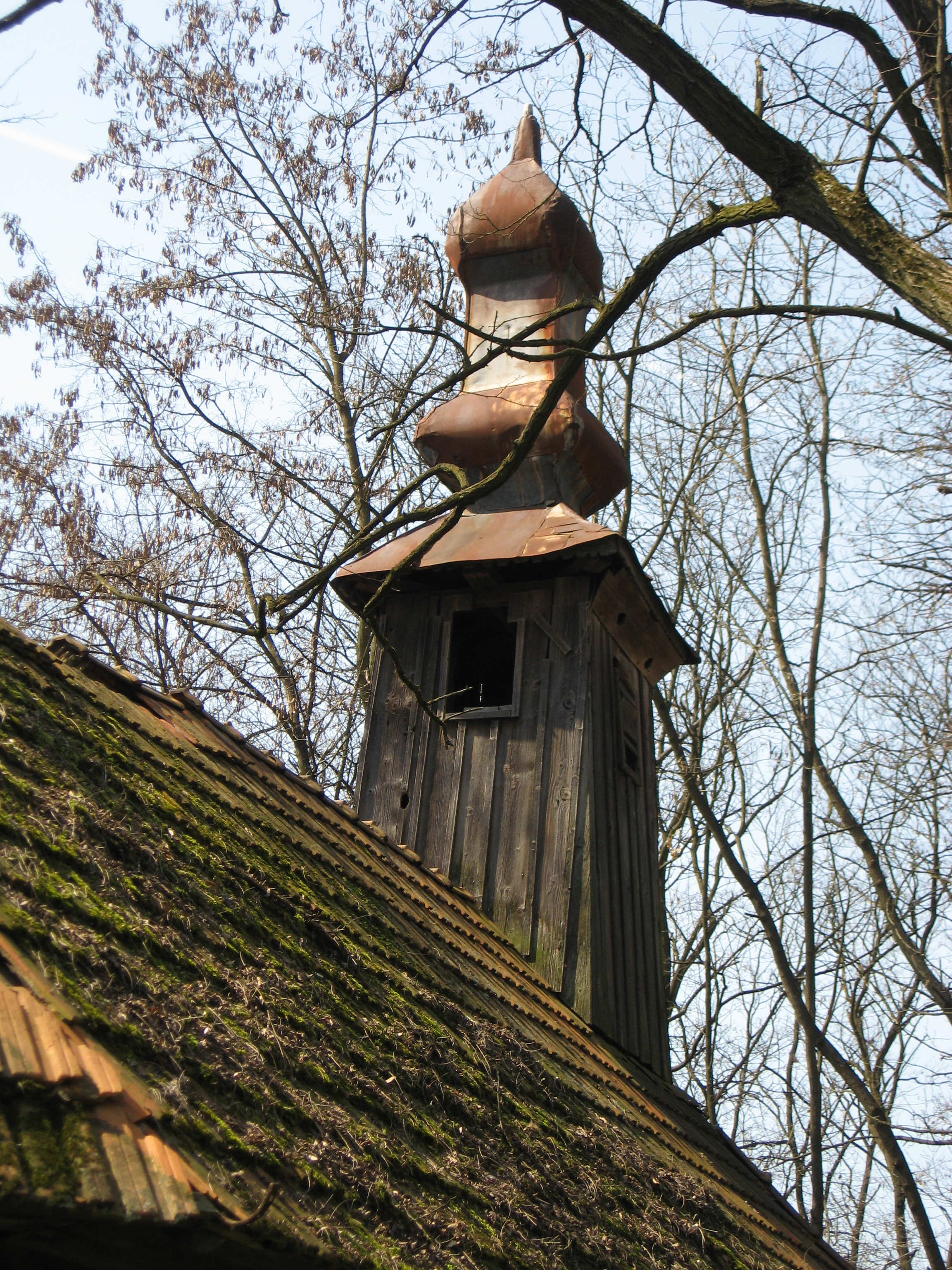
Turnul